# الخط الزمني للصراع الفلسطيني الإسرائيلي (2007)
هذه الصفحة عبارة عن قائمة جزئية لحوادث العنف في الصراع الفلسطيني الإسرائيلي في عام 2007.
انهار وقف إطلاق النار الهش الذي استمر ستة أشهر بين إسرائيل والفلسطينيين عندما استأنف الجناح العسكري  لحركة حماس إطلاق الصواريخ ضد إسرائيل في 15 مايو/أيار؛ وادعى الاحتلال أن هدف حماس كان محاولة جر إسرائيل إلى العنف الفصائلي الفلسطيني المستمر. ومنذ ذلك الحين، أطلقت مئات الصواريخ، وسقط الكثير منها حول سديروت، مما تسبب في فرار العديد من السكان وتلقيهم العلاج.
وفي الأشهر التي أعقبت نوفمبر/تشرين الثاني 2006، واصلت الفصائل الفلسطينية الأصغر حجماً إطلاق الصواريخ على إسرائيل. وشملت هذه الجماعات حركة الجهاد الإسلامي التي رفضت وقف إطلاق النار، وكتائب شهداء الأقصى، التابعة اسميًا لحركة فتح التي يرأسها الرئيس الفلسطيني محمود عباس. وقالت إسرائيل إنها أنهت سياستها في ضبط النفس تجاه إطلاق الصواريخ في 16 مايو/أيار. ومنذ ذلك الحين، استهدفت القوات الجوية بشكل رئيسي هياكل وخلايا حماس التي قال الجيش إنها متورطة في أنشطة إرهابية.
وأدان ممثلون عن بعض الفصائل الفلسطينية إطلاق الصواريخ. ووصف مسؤول الجبهة الشعبية لتحرير فلسطين هذه الخطوة بأنها "غبية"، ووصفها رئيس حركة فتح محمود عباس بأنها "لا معنى لها ولا حاجة لها" بعد اجتماع مع الممثل الأعلى للسياسة الخارجية في الاتحاد الأوروبي آنذاك خافيير سولانا. ورفضت حركة حماس المنافسة هذا البيان، قائلة "إن عباس يكره الصواريخ كما نكره اليهود". وتشتبه حماس في أن هجمات إسرائيل جزء من جهد لإضعاف حماس لصالح فتح. وقال رئيس الوزراء الإسرائيلي إيهود أولمرت حينها إن أي شخص متورط في أنشطة إرهابية ليس بمنأى عن العقاب. إن موقف وزارة الخارجية الأمريكية هو أن الصراع "بدأ كله ليس فقط بمهاجمة حماس لقوات الأمن الشرعية في قطاع غزة، بل أيضاً ببدء حملة متصاعدة من إطلاق الصواريخ ضد إسرائيل". ولا تستهدف إسرائيل قوات الأمن التابعة لفتح، على الرغم من وقوع اشتباكات بينها وبين كتائب شهداء الأقصى، وهي فرع عنيف من الجماعة.

## يناير
- 4 يناير
  - استشهد يوسف محمد عبد القادر دور – 24 عاماً، من سكان بني نعيم، برصاص قوات الاحتلال في رام الله. لم يشارك في عمليات ضد إسرائيل عندما قُتل.[5]
  - خليل مصطفى درويش البيروتي – 36 عاماً، من سكان رام الله، استشهد برصاص قوات الاحتلال في رام الله. لم يشارك في عمليات ضد إسرائيل عندما قُتل.[5]
  - علاء فواز محمد حمران – 16 عاماً، من سكان عرابة، استشهد برصاص قوات الاحتلال في رام الله. لم يشارك في عمليات ضد إسرائيل عندما قُتل.[5]
  - جمال جميل عبد الجليل جويلس – 29 عاماً – من سكان شعفاط، استشهد برصاص قوات الاحتلال في رام الله. لم يشارك في عمليات ضد إسرائيل عندما قُتل.[5]
- 15 يناير
  - كمال معين أمين خضر – 18 عاماً، من سكان مخيم جباليا للاجئين، استشهد على يد قوات جيش الاحتلال الإسرائيلي بالقرب من بيت حانون أثناء مشاركته في عمليات ضد إسرائيل.[5]
  - موسى محمد موسى قرموت – 21 عاماً، من سكان بيت لاهيا، استشهد على يد قوات جيش الاحتلال الإسرائيلي بالقرب من بيت حانون أثناء مشاركته في عمليات ضد إسرائيل.[5]
- 18 يناير – مهند محمد عبد ربه غصندور – 32 عاماً – من سكان نابلس،استشهد برصاص قوات جيش الاحتلال الإسرائيلي في نابلس أثناء مشاركته في عمليات ضد إسرائيل.[5]
- 19 يناير – عبير بسام عبد ربه عرامين – 10 أعوام من سكان عناتا. أصيبت برصاص مطاطي أطلقه جنود الاحتلال في عناتا بتاريخ 16 يناير، وتوفيت متأثرة بجراحها بتاريخ 19 يناير. لم تشارك في عمليات ضد إسرائيل عندما أطلق الاحتلال النار عليها.[5]
- 24 يناير – مهران زكريا سلمان أبو نصير 16 عاماً من سكان دير البلح. استشهد برصاص قوات الاحتلال في دير البلح. لم يشارك في عمليات ضد إسرائيل عندما قُتل.[5]
- 25 يناير – فضل مطلق دجي بلاونة 17 عاماً من طولكرم. استشهد برصاص قوات الاحتلال في طولكرم. لم يشارك في عمليات ضد إسرائيل عندما قُتل.[5]
- 29 يناير – تفجير مخبز في إيلات – محمد الساكساك هو أول انتحاري ينفذ هجومًا في إيلات، مما أسفر عن مقتل 3 مدنيين.

## فبراير
- 20 فبراير – اعتقال شخص كان يخطط لتنفيذ عملية تفجيرية وشركائه من قبل قوات الأمن الإسرائيلية في بات يام. تم العثور على متفجرات في حاوية قمامة في ريشون لتسيون.[6] وقد تم رعايتها من قبل حركة الجهاد الإسلامي.
- 25 فبراير – قام شابان فلسطينيان يبلغان من العمر 18 عامًا (مضر أبو دية وموسى أهليل) بطعن أب إسرائيلي يبلغ من العمر 42 عامًا أثناء صلاته في غابة خارج بات عاين. وفي وقت مبكر من اليوم التالي، تم اعتقال الشباب من قبل قوات الاحتلال الإسرائيلية وجهاز الأمن الداخلي (الشاباك)، واعترفوا بالقتل لأسباب "قومية"، ولم يعلنوا انتمائهم لأي جماعة فلسطينية.[7]
- 24 فبراير – "تواصل قوات الاحتلال الإسرائيلية جهودها لإحباط البنية التحتية للمسلحين التي استفادت من زخم متجدد في نابلس. وقد أسفرت العملية، التي أُطلق عليها اسم "عملية الشتاء الساخن"، عن اكتشاف مستودع يُستخدم لتصنيع العبوات الناسفة. عثر جنود جيش الاحتلال الإسرائيلي على أسطوانات غاز وكميات كبيرة من المواد الكيميائية المستخدمة في الرش داخل المستودع صباح السبت." (العميد جولان).[8]
- 25 فبراير – أطلقت إسرائيل عملية الشتاء الدافئ وشنت غارات على نابلس، حيث تم إنتاج 117 من أصل 190 من المهاجمين المحتملين لعام 2006.[8]
  - قوات الاحتلال تكشف عن ثلاثة مصانع تحتوي على عبوات ناسفة وصواريخ مضادة للدبابات ومواد لإعداد العبوات الناسفة وأسلحة إضافية، بما في ذلك معدات وذخيرة عسكرية، وصاروخ لاو، وخمس قنابل أنبوبية، وعبوة ناسفة كبيرة، وأربعة أكياس من الأسمدة المستخدمة في تصنيع القنابل. كما عثر الجنود على معدات تسجيل يستخدمها الانتحاريون لتسجيل كلماتهم الأخيرة قبل انطلاقهم في تنفيذ مهماتهم القاتلة. وشملت المعدات أيضًا أجهزة الكمبيوتر وأجهزة الفيديو.[9]
  - شبان فلسطينيون يرشقون جنود الاحتلال بزجاجات حارقة قرب موقع المختبرين.
  - خلال العملية، تم إلقاء عبوة ناسفة على الجنود. أصيب جنديان بجروح طفيفة جراء الشظايا. وأصيب سبعة شبان فلسطينيين بجروح طفيفة بعد أن ألقوا الحجارة على قوات جيش الاحتلال الإسرائيلي.[10]
- 26 فبراير – مقتل مواطن فلسطيني، عنان الطيبي (41 عاماً)، برصاص أطلقه عليه جنود الاحتلال من سيارة جيب عسكرية إسرائيلية أثناء محاولته الهروب من منزل محاصر. أصيب العشرات من الفلسطينيين خلال اشتباكهم مع القوات الإسرائيلية.[11]
- جيش الاحتلال الإسرائيلي تقصف منزلين أحدهما منزل قيادي كبير في كتائب شهداء الأقصى.
- 28 فبراير
  - سكان نابلس محصورون في منازلهم بينما تقوم القوات الإسرائيلية بالتنقل من منزل إلى منزل بحثًا عن مسلحين مطلوبين.[12]
  - أصيب عشرة أشخاص في اشتباكات بين شبان وقوات الاحتلال جراء رشقهم بالحجارة. وألقي القبض على خمسين شخصا، على الرغم من إطلاق سراح معظمهم، وحاصرت القوات المستشفيات لتفتيش الأشخاص الداخلين والخارجين منها.
  - الجيش الإسرائيلي يعتقل خمسة فلسطينيين مشتبه بهم ويكشف عن ثلاثة معامل لتصنيع المتفجرات.
  - أطلق جنود متخفون في سيارة سوداء النار على ثلاثة مسلحين في موقف سيارات في جنين، بما في ذلك المتحدث الرئيسي باسم حركة الجهاد الإسلامي في فلسطين، مما أدى إلى مقتلهم.[13]
  - تم اعتقال ما مجموعه 26 فلسطينيًا خلال العملية.[14]

## مارس
- 16 مارس – اعتقلت الشرطة المصرية صلاح عدنان صالح، وهو طالب فلسطيني في جامعة الأزهر، ينتمي إلى حماس وكان يخطط لتفجير نفسه في إسرائيل.[15][16]
- 18 مارس – أطلقت سرايا القدس الفلسطينية خمسة صواريخ قسام من قطاع غزة على إسرائيل في ثلاث دفعات مختلفة بعد فترة من الهدوء النسبي. وسقط أحد الصواريخ في المنطقة الصناعية جنوب عسقلان، بالقرب من منشأة استراتيجية. وسقطت بقية الصواريخ جنوب عسقلان وفي مناطق مفتوحة في النقب الغربي. ولم ترد أنباء عن وقوع إصابات.[17]
- 19 مارس – أطلق قناص من حماس النار بالقرب من معبر كارني على عمال مرافق إسرائيليين، مما أدى إلى إصابة كوبي أوهايون (42 عاماً) بجروح متوسطة، بينما كان يقوم بأعمال إصلاح في محطة غاز بالقرب من كيبوتس نحال عوز. منذ إعلان وقف إطلاق النار بين إسرائيل والفلسطينيين في نوفمبر/تشرين الثاني 2006، تم اكتشاف أكثر من 40 عبوة ناسفة بالقرب من سياج غزة.[18]
- 21 مارس – جنود إسرائيليون يقومون بدوريات في الضفة الغربية بحثًا عن مسلحين فلسطينيين مطلوبين.
  - قُتل فلسطيني خلال اشتباك مسلح في نابلس. واندلعت الاشتباكات في المنطقة على خلفية هجوم بقنبلة يدوية على قوات جيش الاحتلال. وقالت المتحدثة باسم الجيش الإسرائيلي إن جنودا كانوا يقومون بدورية في نابلس تعرضوا لإطلاق نار من مسلح وأطلقوا النار عليه. وكان الرجل ناشطا في كتائب شهداء الأقصى، التي كانت مسؤولة عن عدة عمليات إطلاق نار في نابلس. ويقول موظفو المستشفى الفلسطيني إن الرجل كان أعزلاً وأصيب بنيران إسرائيلية عندما اشتبكت القوات مع مسلحين من حركة فتح في مخيم عسكر للاجئين بالقرب من نابلس. وذكرت وكالة رويترز أن الرجل هو فادي أبو كشك، وأكدت أنه كان عضوا في كتائب شهداء الأقصى.[19]
  - فلسطينيان أحدهما مسلح ببندقية والآخر بقنابل يدوية يهاجمان جنودا إسرائيليين خارج رام الله. أطلق الجنود النار على المسلح وأردوه قتيلاً.[20]
  - تم القبض على عشرين فلسطينيًا هاربًا.[21]
- 28 مارس
  - سبعة صواريخ قسام تسقط في منطقة النقب الغربي. تم تفعيل نظام التنبيه باللون الأحمر ولم يتم الإبلاغ عن وقوع إصابات على الرغم من تعرض المنتجات الزراعية للتلف. سقطت ستة صواريخ قرب عسقلان وواحد في سديروت. سقط أحد الصواريخ القسامية بالقرب من منشأة استراتيجية في المنطقة الصناعية في عسقلان. وأعلنت سرايا القدس مسؤوليتها عن العملية. وقال مسؤول كبير في الحركة إن إطلاق صواريخ القسام جاء رداً على القمة العربية في الرياض، ولم تقبل الحركة هذه المبادرة.[22]
  - قصف جيش الاحتلال الاسرائيلي خلية لإطلاق صواريخ القسام شمال قطاع غزة تضم ثلاثة مسلحين أصيبوا على ما يبدو قبل إطلاق الصواريخ تجاه إسرائيل. وأفاد فلسطينيون بإصابة أربعة أشخاص، وقالوا إنهم مدنيون. منذ دخول وقف إطلاق النار حيز التنفيذ، امتنعت قوات الاحتلال الإسرائيلية عن الرد على إطلاق الصواريخ المستمر، حتى بعد رصد الخلايا. ومنذ ذلك الحين، تم إطلاق نحو 185 صاروخا، سقط 152 منها على الأراضي الإسرائيلية. وكانت هذه الضربة هي أول إجراء إسرائيلي منذ اتفاق وقف إطلاق النار في نوفمبر/تشرين الثاني 2006.[23]
  - تبادل إطلاق نار في نابلس يسفر عن مقتل عنصرين من كتائب الأقصى.
- 29 أغسطس – قوات الاحتلال تبحث عن شقيقين من كتائب شهداء الأقصى جنوب جنين وتعتقل أحدهما. تواجه مجموعة من المراهقين الجنود ويرشقونهم بالحجارة؛ فيرد الجنود بإطلاق النار، مما يؤدي إلى مقتل أحدهم.[24]

## أبريل
- أبريل 7
  - أطلقت مروحية إسرائيلية صاروخين على طول الحدود قرب جباليا بعد رصدها لمسلحين يحاولون زرع عبوة ناسفة، مما أسفر عن مقتل أحدهم (فؤاد أبو معروف من الجبهة الديمقراطية لتحرير فلسطين) وإصابة اثنين آخرين. وكان مسلحون قد رُصدوا وهم يزرعون متفجرات هناك قبل يومين. وصرح الجيش الإسرائيلي بأن المسلحين زرعوا أكثر من 40 عبوة ناسفة على طول الحدود منذ إعلان وقف إطلاق النار.[25][26]
  - جهاد زيارة، 46 عاماً، وهو عربي إسرائيلي من يافا، اختطف في غزة على يد أربعة رجال خارج منزل عائلته.[27][28]
- أبريل 8
  - الشرطة المصرية تكشف عن نفق يمتد من غزة وتعتقل فلسطينيا عبره.[29]
  - طعن فلسطيني يبلغ من العمر 17 عامًا شرطيين من حرس الحدود قرب الحرم الإبراهيمي، فأطلق شرطي آخر النار على المهاجم في ساقه. نُقل الجنديان والفلسطيني إلى مستشفى هداسا الجامعي في القدس لتلقي العلاج.[30][31]
- أبريل 10
  - قال جهاز الأمن الداخلي الإسرائيلي (شين بيت) إن التحقيقات الأخيرة مع أعضاء من حركة حماس تم اعتقالهم في مدينة قلقيلية بالضفة الغربية أسفرت عن معلومات تفيد بأن المنظمة الإسلامية هناك تخطط لشن هجمات وشيكة ضد إسرائيل، بما في ذلك استخدام شاحنة مفخخة كبيرة.[32][33]
  - أطلق فلسطيني النار من سيارة عابرة على رجل إسرائيلي كان يقف في محطة لركوب السيارات بالقرب من قرنيه شمرون وأصابه بجروح متوسطة.[34]
- أبريل 13
  - أصيب أربعة متظاهرين في منطقة عسكرية مغلقة أعلنها جيش الاحتلال الإسرائيلي، في اشتباكات مع شرطة حرس الحدود خلال مظاهرات ضد بناء الجدار الأمني في بلعين. واستخدم جيش الاحتلال الإسرائيلي الرصاص المطاطي وقنابل الدخان لتفريق المتظاهرين من المنطقة.[35]
  - وقعت الحادثة نفسها قرب بيت لحم، وأُلقي القبض على أحد المتظاهرين. وتعرض السياج للتخريب خلال الاحتجاج.[36]
- 21 أبريل – تواصل القوات الإسرائيلية البحث عن مسلحين مطلوبين.[37]
  - قُتل ثلاثة مسلحين، بينهم قائد كتائب شهداء الأقصى زكريا الزبيدي، أثناء مرورهم في جنين. وصرح مسؤولون فلسطينيون بأن الرجال تعرضوا لكمين نصبه جنود متخفون، بينما قال الجيش إن قواته ردت على إطلاق النار بعد أن أطلق المسلحون النار عليهم.
  - لاحقًا، دار اشتباك عنيف بين القوات الإسرائيلية ومسلحين فلسطينيين في جنين، حيث شنّ الجنود عملية اعتقال. ألقى فلسطينيون عبوات ناسفة على الجنود. حاصرت قوات جيش الاحتلال الإسرائيلي منزلًا وأمرت جميع سكانه بالمغادرة. زعمت القوات أنها رصدت طلقات نارية أُطلقت من نافذة منزل، فردّت على مسلح كان يقف عند النافذة. وصرح مسؤولون فلسطينيون بأن شقيقة أحد المسلحين، البالغة من العمر 17 عامًا، أُصيبت برصاص إسرائيلي بينما كانت تطل من نافذة منزلها. ولم يتضح سبب بقائها هناك. ويُجري الجيش تحقيقًا في هذا التقرير.
  - في كفر دان، تعرّضت القوات الإسرائيلية لهجمات متكررة من قِبَل مسلحين خلال مداهمة، وأطلق الجنود النار على رجل مسلح ببندقية كان يقف على سطح منزل. كان الرجل شرطيًا فلسطينيًا.
- أبريل 22 [38][39][40][41]
  - خلال عملية في نابلس، قُتل مسلحان. كان أمين لبادة متورطًا في تنفيذ هجمات مسلحة في وسط إسرائيل، وفي إنتاج العبوات الناسفة والأحزمة الناسفة. وقد مُوِّل من عناصر إيرانية وحزب الله. كما شارك فضل نير، القيادي البارز في الجهاد الإسلامي، في التخطيط لهجمات مسلحة، وتجنيد انتحاريين، وإنتاج أحزمة ناسفة.
  - أُصيب جندي إسرائيلي بجروح طفيفة في المعركة.
  - أطلقت حركة الجهاد الإسلامي في غزة ثلاثة صواريخ محلية الصنع على جنوب إسرائيل. أصاب أحدها منزلًا في سديروت إصابة مباشرة، مما أدى إلى تدمير جدار خارجي، وإصابة شخصين بجروح طفيفة، وإصابة أربعة آخرين بنوبات هستيرية. نُقل ثلاثة منهم إلى مركز برزيلاي الطبي لتلقي العلاج.[42][43] أما الصاروخان الآخران فقد سقطا في منطقة مفتوحة خارج المدينة. وأعلنت حركة الجهاد الإسلامي ولجان المقاومة الشعبية وكتائب شهداء الأقصى مسؤوليتها عن إطلاق الصواريخ.
  - بعد دقائق، أطلقت طائرة إسرائيلية صاروخًا على سيارة فلسطينية قرب موقع إطلاق الصواريخ قرب جباليا. قُتل رجل في السيارة وجُرح راكب آخر. وأفاد أهالي القرية وحركة الجهاد الإسلامي أن الرجل مدني كان يستقل سيارة مع اثنين من مسلحي حركة الجهاد الإسلامي.[42]
  - قُتل كريم زهران، البالغ من العمر 17 عامًا، بالرصاص وسط حشد من الناس أثناء محاولته إلقاء زجاجة حارقة على سيارة جيب عسكرية، وفقًا للجيش الإسرائيلي. وأفادت مصادر فلسطينية بأنه كان يرمي الحجارة.[44]
- 23 أبريل – أعلنت حماس انتهاء الهدنة في غزة، وأطلقت وابلًا من 28 صاروخًا و61 قذيفة هاون على إسرائيل في يوم الاستقلال. وأفادت التقارير أن حماس خططت لأسر جندي إسرائيلي آخر تحت غطاء إطلاق الصواريخ، لكن الرد السريع للجيش أحبطها. وأطلقت القوات الإسرائيلية النار من الجو على مناطق مفتوحة أُطلقت منها الصواريخ. ولم تقع إصابات.[45]
- 26 أبريل – أطلقت كتائب الشهيد عز الدين القسام صاروخين من غزة، أحدهما سقط في البحر الأبيض المتوسط والآخر في منطقة مفتوحة.[46][47]
- 28 أبريل – أطلقت القوات الإسرائيلية النار على أربعة مقاتلين من حماس كانوا يحاولون زرع قنبلة بالقرب من الحدود بين إسرائيل وغزة، مما أسفر عن مقتل 3 منهم.[48]
- 29 أبريل – أطلق مسلحون فلسطينيون صواريخ من غزة، أخطأت المنطقة الصناعية في عسقلان.[49][50]

## مايو
- 4 مايو/أيار – طاردت قوات متخفية من حرس الحدود سيارة تابعة لمسلحي الجهاد الإسلامي في سيلة الحارثية. أطلق المسلحون النار على القوات، فردّوا بإطلاق النار، ما أسفر عن مقتل ثلاثة مسلحين، أحدهم مطلوب.[51]
- مايو 5 [52]
  - أطلقت سرايا القدس التابعة للجهاد الإسلامي صاروخين على إسرائيل.
  - أطلقت سرايا القدس التابعة للجهاد الإسلامي ثلاثة صواريخ أخرى على إسرائيل، ألحق أحدها أضرارًا بالغة بمنزل في سديروت.
- مايو 6
  - أطلقت حركة الجهاد الإسلامي سبعة صواريخ قسام على إسرائيل. انفجر أحدها قرب محطة وقود في سديروت، وأصابت الشظايا موظفًا يبلغ من العمر 24 عامًا بجروح تتراوح بين المتوسطة والخطيرة في جميع أنحاء جسده. وتلقى آخرون العلاج من الصدمة.[53] كما أدى هجوم صاروخي آخر إلى إصابة رجل بجروح طفيفة وفقدان سمعه بشكل طفيف في شاعر هنيغف.[54][55][56]
  - أطلق مسلحون من كتائب شهداء الأقصى (فتح) النار على حارس مدني إسرائيلي كان يرافق سيارة صهريج تنقل الوقود إلى محطة وقود فلسطينية قرب دير قديس. أصيب بجروح بالغة في رأسه وساقه، وحالته خطيرة.[57]
  - أصيب 3 أطفال بنيران الاحتلال الإسرائيلي، بعد إلقائهم الحجارة على جنود الاحتلال خلال تنفيذهم عملية في منزل أحد نشطاء الجهاد الإسلامي.[58]
  - أُلقي القبض على خمسة فارّين، ثلاثة منهم من التنظيم، وعنصر من حماس، وناشط من الجهاد الإسلامي، في رام الله. ورشق فلسطينيون جنودًا غرب رام الله بالحجارة، ما أدى إلى إتلاف عدد من المركبات العسكرية. وأُلقي القبض على ناشط من الجهاد الإسلامي في بيت لحم.[59]
  - إطلاق صاروخين على إسرائيل.
- مايو 7 [60]
  - صاروخ قدس يصيب منزلا في سديروت ويسقط قرب مشتل. 4 أشخاص يصابون بصدمة بينهم امرأة فقدت الوعي.[61]
  - بعد إطلاق أربعة عشر صاروخًا على إسرائيل خلال عطلة نهاية الأسبوع، أطلقت طائرة إسرائيلية النار على مركبة مفخخة قرب بيت حانون تقلّ مسلحين من الجهاد الإسلامي كانوا يستعدون لهجوم. أسفرت الغارة عن إصابة أحد المسلحين بجروح متوسطة. (أفاد جيش الاحتلال الإسرائيلي بإصابة مسلح واحد. وذكرت بعض المصادر أن الجهاد الإسلامي قالت إن المصاب كان أحد المارة، بينما ذكرت مصادر أخرى أنه كان مسلحًا).[62][63]
- مايو 8
  - قوات الاحتلال تشن حملة مداهمات في الضفة الغربية وتعتقل 28 فلسطينيا (حماس والجهاد الإسلامي).[64]
  - الجهاد الإسلامي يطلق صاروخا على إسرائيل.[63]
- مايو 10 [وصلة مكسورة][65]
  - ألقى مسلحون فلسطينيون عدة قنابل يدوية الصنع على جنود إسرائيليين في منطقة نابلس. تعرف الجنود على هوية عدد من المسلحين، ما أدى إلى إصابة اثنين منهم. أُطلقت النار على امرأة فلسطينية خلال تبادل إطلاق النار، وفقدت جنينها؛ ولم يُعرف من أين جاء، مع أن السكان يقولون إنه إسرائيلي. كما أُصيب جندي إسرائيلي بجروح طفيفة.[66]
  - أطلق فلسطينيون النار على قوات جيش الاحتلال الإسرائيلي في عسكر، دون وقوع إصابات.
  - سقطت ثلاثة صواريخ من قطاع غزة في سديروت. أصيب طفل في السادسة من عمره بكسر في يده عندما قفز من نافذته بعد إصابته بصدمة.
  - أُلقي القبض على خمسة عشر مطلوبًا في الضفة الغربية وغور الأردن.
- مايو 11 
  - انفجر صاروخ قسام أطلقه فلسطينيون من شمال غزة قرب منشأة استراتيجية في المنطقة الصناعية بعسقلان. وقامت عناصر الأمن بتفعيل صفارات الإنذار قبل وقوع الحادث.
  - سقط صاروخان قساميان آخران أُطلقا في الصباح الباكر قرب كيبوتسين. أصبحت الصواريخ أكثر دقة وقوة، وتحمل متفجرات عالية الجودة.
- مايو 13 
  - سكان سديروت والبلدات المجاورة يعلنون رفع دعوى قضائية ضد السلطة الفلسطينية للمطالبة بتعويضات.[67]
  - خلال اللقاء مع المحامين، أطلقت حركة الجهاد الإسلامي ثلاثة صواريخ قسام من غزة باتجاه إسرائيل وسقطت في منطقة مفتوحة في النقب الغربي.
- 15 مايو – اعترف جوليان سوفير، وهو مهاجر يهودي فرنسي، للشرطة بقتل سائق سيارة أجرة عربي، تيسير كركي، في تل أبيب، لأسباب عنصرية.[68] كما اعتُقل سوفير قبل شهرين بتهمة العنف الأسري، وأُرسل للخضوع لتقييم نفسي.[69] ووفقًا لقناة بي بي سي نيوز، صرّح مكتب رئيس بلدية القدس، أوري لوبوليانسكي، بأنه يجب اعتبار عائلة كركي «ضحايا إرهاب»، وستتلقى مساعدة مالية من الدولة.[70] وُجهت إليه اتهامات في 28 مايو، ووُصفت جريمة القتل بأنها جريمة كراهية.

- مايو 15
  - أطلقت كتائب عز الدين القسام (حماس) عشرين صاروخا على إسرائيل، مما أدى إلى إصابة 17 إسرائيليا وإصابة منزل بشكل مباشر حيث كانت تسكنه أم وابنها البالغ من العمر 4 سنوات، مما أدى إلى إصابتهما بجروح، وكانت الأم في حالة خطيرة.[71][72][73][74] تم علاج 5 إسرائيليين من الصدمة.[75]
  - أطلق فلسطينيون النار على قوات جيش الاحتلال الإسرائيلي العاملة في جنين. ردّ الجنود بإطلاق النار، فأصابوا فلسطينيًا واحدًا. قدّم مسعفون من جيش الاحتلال الإسرائيلي العلاج في موقع الحادث، ثم نُقل إلى المستشفى. كما أُطلقت النار على دوريات جيش الاحتلال الإسرائيلي في نابلس ورام الله. ولم يُصب الجنود بأذى.[76]
- مايو 16 [77][78]
  - حماس تطلق ثمانية صواريخ على إسرائيل وتهدد بجر إسرائيل إلى العنف بين الفصائل الفلسطينية في قطاع غزة.[73]
  - ألقى مجهول قنبلة يدوية على مبنى سكني في شارع موشيه شاريت في أزور. لم تقع إصابات، لكن تضررت دراجة نارية.[79]
  - إسرائيل تستهدف مركز قيادة في رفح تستخدمه حماس للتخطيط للهجمات، ما أدى إلى مقتل 4 من عناصر حماس.
  - إسرائيل تستهدف سيارة طاقم صاروخي في شمال غزة أطلق للتو على إسرائيل، مما أدى إلى مقتل أحد نشطاء حماس وإصابة فلسطينيين اثنين آخرين.
  - أُطلق نحو خمسين صاروخًا على إسرائيل خلال الأربع والعشرين ساعة الماضية. فر سكان سديروت من المدينة، وهرع آخرون إلى الملاجئ. أُغلقت المدارس مؤقتًا.[80]
  - أصاب صاروخ قسام مبنى سكنيًا، ما أدى إلى إصابة امرأة بجروح خطيرة. أصيب رجل بجروح طفيفة في الهجوم، وعولج أربعة آخرون من الصدمة، ليصل إجمالي عدد ضحايا الصدمة لهذا اليوم إلى 18.[81]
- مايو 17 [82][83][84]
  - ثلاثة صواريخ قسام تسقط في سديروت؛ انفجر أحدها قرب مبنى في المدينة، متسببًا في أضرار طفيفة بالمبنى. أصيبت أم وابنتها البالغة من العمر تسع سنوات بصدمة. كما تضررت سيارة.
  - سقط صاروخان آخران في حقول مفتوحة في النقب الغربي.
  - أصاب صاروخ قسام آخر مباشرةً فصلًا دراسيًا فارغًا في مدرسة ثانوية غير محصنة، مما ألحق أضرارًا بالغة بالمبنى. أصيب شخصان بجروح طفيفة، وأصيب آخرون بصدمة.
  - قصفت إسرائيل مبنى إداريًا تابعًا للوحدة التنفيذية لحماس في مدينة غزة. دُمر المبنى المكون من طابقين، والذي كان عادةً ما يعج بأفراد حماس، بالإضافة إلى بعض المباني المجاورة. قُتل عضو واحد، وأصيب 45 فلسطينيًا.
  - قصفت إسرائيل سيارة تحمل كمية كبيرة من الأسلحة في وسط غزة، مما أدى إلى إصابة قائد فريق تصنيع صواريخ القسام بجروح خطيرة. وأصيب ما لا يقل عن 5 فلسطينيين آخرين.
  - قصفت إسرائيل سيارة في الشارع نفسه، كانت تقلّ قائدين كبيرين في حماس (من فرقة إطلاق الصواريخ) بمدينة غزة. ووفقًا لبعض المصادر، قُتل أحدهما وجُرح الآخر، وفقًا لحماس.[85] أفادت بعض وكالات الأنباء بمقتلهما، بينما أفاد المستشفى أن إصابتهما خطيرة.[86] (قد يكون هناك ارتباك، حيث أصابت الضربتان مركبات في شارع الجلاء. يرجى الاطلاع على مذكرة التوضيح أدناه.)
  - قصفت طائرات الاحتلال الإسرائيلي موقعًا لألوية صلاح الدين في بيت حانون، دون وقوع إصابات.
  - استهدفت إسرائيل مقطورةً لحراس أمن المتحدث باسم وزارة الداخلية، ما أسفر عن مقتل ناشط من حماس وإصابة 8 آخرين في حي الشيخ رضوان بمدينة غزة، معقل حماس.
  - صاروخ قسام أطلق من قطاع غزة يصيب مصنعا في سديروت ويتسبب في اشتعال النيران فيه.
  - صاروخ قسام يُلحق أضرارًا بدفيئة زراعية في موشاف بمجلس إشكول الإقليمي. بحلول الساعة السابعة مساءً، أُبلغ عن سقوط 16 هجومًا صاروخيًا على سديروت والنقب الغربي. ليصل العدد الإجمالي إلى 30 هجومًا بنهاية اليوم.
  - قصفت إسرائيل شاحنة صغيرة قرب رفح، ما أسفر عن مقتل شاب فلسطيني وإصابة أربعة آخرين، وفقًا للمستشفى. (وذكرت بعض الوكالات أن الأب وابنه قُتلا أيضًا. وأفادت التقارير أن الأب كان قد دخل متجرًا قبل إصابة شاحنته).[86] وزعم الجيش الإسرائيلي أنه استهدف فرقة إطلاق صواريخ، بينما قال الفلسطينيون إنها على ما يبدو حالة خطأ في تحديد الهوية بعد أن أطلقت حماس صواريخ من المنطقة.
  - سقطت ثلاثة صواريخ في سديروت، أصاب أحدها كنيسًا يهوديًا. تم تفعيل نظام "اللون الأحمر"، لكن أصيب عدد من الأشخاص بصدمة.[87]

(ملاحظة توضيحية: جاء في مقال بتاريخ 18 مايو: "ضربت إسرائيل أهدافًا لحماس يوم الخميس بثلاث غارات جوية، مما أسفر عن مقتل ثلاثة فلسطينيين على الأقل، بينما توفي خمسة فلسطينيين آخرين في قتال بين الفصائل". [التأكيد مضاف] وجاء في مقال بتاريخ 19 مايو: "كانت هجمات السبت جزءًا من حملة القصف الإسرائيلية ضد حماس والتي أسفرت عن مقتل 14 فلسطينيًا على الأقل منذ يوم الأربعاء". [التأكيد مضاف] وجاء في مقال بتاريخ 20 مايو: "رفعت الغارة الجوية التي شنتها إسرائيل يوم الأحد [20 مايو] عدد الفلسطينيين الذين قتلتهم في غزة إلى 27 منذ أن كثفت غاراتها الجوية ردًا على الهجمات الصاروخية المتزايدة التي أدت إلى إصابة عشرات الإسرائيليين في الأسبوع الماضي".
- مايو 18 [91]
  - أُطلق ثلاثة عشر صاروخًا على إسرائيل من قطاع غزة، وانفجر أحدها في محطة وقود بمدينة سديروت، مما أدى إلى إصابة رجل بجروح طفيفة، وتلقى شخصان آخران العلاج من الصدمة. وألحق صاروخ آخر أضرارًا بمنزل، حيث أصيب ثلاثة إسرائيليين بشظايا وابل من القذائف، وتلقى أربعة آخرون العلاج من الصدمة.[1] تسبب صاروخ آخر في اندلاع حريق في حقل بشاعر هنيغف.[92] سقط صاروخان في مناطق مفتوحة في حرم كلية سابير، بينما سقط الثالث بالقرب من مقبرة سديروت. فر ما بين 2500 و3000 من سكان سديروت.
  - إسرائيل تشن غارة جوية على مبنى مقر حماس شرق مدينة غزة، مما أسفر عن مقتل 5 من نشطاء حماس وإصابة 6 آخرين.
  - أطلقت مروحيات إسرائيلية النار على وحدة أطلقت صاروخًا على إسرائيل، مما أسفر عن مقتل شخص وإصابة آخرين.
  - طائرات الاحتلال تقصف سيارة تابعة لحماس في مدينة غزة، ما أدى إلى مقتل 3 من عناصر حماس وإصابة 12 آخرين.[93][94]
  - شنت طائرات الاحتلال الإسرائيلي، ليلاً، هجوماً على مدرسة تابعة لحماس في شمال شرق مدينة غزة، ما أدى إلى إصابة شخص واحد.[95]
  - وجهت محكمة منطقة القدس اتهامات لفلسطيني من غزة (يحمل تصريح دخول ساري المفعول إلى إسرائيل للعمل) بجمع معلومات استخباراتية لصالح الجبهة الشعبية لتحرير فلسطين كجزء من خطة لاغتيال رئيس الوزراء إيهود أولمرت.[96]
  - أطلقت قوة تابعة لجيش الاحتلال الإسرائيلي، اليوم الثلاثاء، النار على فلسطيني مسلح خلال مواجهات في قرية شمال شرق جنين.
- مايو 19 [93][97]
  - أطلقت خلية فلسطينية مسلحة صواريخ سقطت في مدينة سديروت الحدودية الإسرائيلية ومحيطها، مسببةً أضرارًا ونشوب حريق في حقل.
  - بعد دقائق من سقوط صواريخ القسام في سديروت، أطلق سلاح الجو الإسرائيلي النار على وحدة من ثلاثة أفراد أطلقت الصواريخ، مما أسفر عن مقتل ثلاثة فلسطينيين. وزعمت مصادر فلسطينية أن أفراد الوحدة لم يُصبوا بأذى، وأن ضربة سلاح الجو الإسرائيلي أصابت رعاة أغنام. وقال جيش الاحتلال الإسرائيلي إنه تم تحديد هوية وحدة الإطلاق بوضوح، وأن سلاح الجو كان يعمل في منطقة حُذر المدنيون الفلسطينيون مسبقًا من دخولها.
- أطلقت حماس صاروخًا مضادًا للدبابات على جرافة تابعة للجيش الإسرائيلي كانت ترافق الدبابات المتمركزة في غزة، بالقرب من الحدود مع إسرائيل، مما أدى إلى إصابة جنديين بجروح طفيفة.
- مايو 20 [93][98]
  - خمسة صواريخ قسام تسقط على سديروت والمناطق المحيطة بها في دقيقتين. سقط أحدها في فناء منزل مهجور في سديروت. وسقط الثاني في تقاطع مزدحم، مما أدى إلى تعطيل إشارات المرور. تم إجلاء ما بين 6000 و8000 من سكان سديروت (من أصل 23000) إلى برامج إغاثة مؤقتة.[99][100]
  - قصفت القوات الجوية الإسرائيلية مجموعة مكونة من ثلاثة أشخاص في جباليا كانت قد أطلقت للتو صاروخًا على مجتمع في جنوب إسرائيل، مما أسفر عن مقتل شخص واحد. وتقول قوات الاحتلال الإسرائيلية إنها أصابت هدفها، في حين يقول الفلسطينيون إن الشاب لم يكن متورطًا ولكنه كان قريبًا من منصة إطلاق الصواريخ.[101]
  - قصف سلاح الجو الإسرائيلي سيارةً في مدينة غزة تقل ثلاثة عناصر من حماس وكمية من الأسلحة، مما أسفر عن مقتلهم جميعًا.
  - قصف سلاح الجو الإسرائيلي ورشة أسلحة تابعة لحماس في مدينتي غزة وبيت لاهيا، وورشة ثالثة تابعة لعناصر من الجهاد الإسلامي في النصيرات. لم تقع إصابات.
  - أطلقت طائرة تابعة لسلاح الجو الإسرائيلي صواريخ على سيارة تابعة لحماس في مدينة غزة، لكنها أخطأت هدفها. أصيب أحد المارة.
  - سقطت أربعة صواريخ قسام أخرى على سديروت، سقط أحدها في وسط المدينة دون أن ينفجر. استُدعي خبراء المتفجرات لإبطال مفعول الصاروخ الفاشل. بعد الهجمات الصباحية، أُخلي أربعة أشخاص لتلقي العلاج من الصدمة. وبعد ساعة، نُقل أربعة آخرون لتلقي العلاج من الصدمة الناجمة عن القصف.[99]
  - تستمر الهجمات الصاروخية على إسرائيل. إسرائيل تشن غارات على مسلحي حماس في غزة. أكد الجيش الإسرائيلي غارة على مسلحين من حماس في الشوارع، بينما يقول الفلسطينيون إن الغارة استهدفت منزل خليل الحية، النائب البارز عن حماس. كان الحية غائبًا عن المنزل وقتها، وأسفر الهجوم عن مقتل ثمانية من أقاربه، تقول حماس إن اثنين منهم مسلحان. كما أصيب 13 آخرون. أعلن جيش الاحتلال الإسرائيلي أن الغارة استهدفت خمسة مسلحين من حماس كانوا يتنقلون في حي الشجاعية، وتمكن من تحديد هوية جميع المسلحين الخمسة، مضيفًا أن ثلاثة من المارة قُتلوا أيضًا على ما يبدو. نفى جيش الاحتلال الإسرائيلي تقارير حماس، وزعم أن حماس تحاول التقليل من شأن الخسائر.[90][102][103][104][105]
  - قصفت مدفعية الاحتلال الإسرائيلي منزل أحد نشطاء حماس في بيت لاهيا، ما أدى إلى إصابته و4 من أطفاله، أحدهم في حالة خطيرة.[90][106]
  - تقول إسرائيل إنها استهدفت ورشة أسلحة تابعة لحركة الجهاد الإسلامي في شمال غزة، لكن صاحب المتجر قال إن متجره لأجهزة الاستريو والفيديو أصيب عن طريق الخطأ على ما يبدو.
  - أطلق مسلحون من غزة أكثر من 15 صاروخًا على جنوب إسرائيل. انفجرت عدة صواريخ في بلدة سديروت المنكوبة، مسببةً أضرارًا دون إصابات خطيرة. دمر أحدها مطعمًا شهيرًا في كيبوتس كان مغلقًا بسبب صواريخ القسام.[107]
- مايو 21 . [بحاجة لمصدر][108][109][110]
  - قصفت إسرائيل ورشة معادن في مدينة غزة، حيث تقول مصادر في جيش الاحتلال الإسرائيلي إن حماس تقوم بتحميل الشاحنات بالصواريخ، مما أسفر عن مقتل أحد نشطاء حماس وإصابة ثلاثة آخرين.[102][111][112] كما قصفت قوات الاحتلال الإسرائيلية منشآت أخرى يشتبه أنها تستخدم لتخزين الأسلحة، مما تسبب في أضرار ولكن دون وقوع إصابات.
  - أصيب عضو من حماس كان يركب دراجة هوائية (بعد أن حذر أحد قادة حماس الأعضاء من استخدام الهواتف المحمولة أو السفر في مجموعات) برصاص طائرة إسرائيلية.
  - أغار جنود جيش الاحتلال الإسرائيلي على قناة تلفزيونية ومحطتين إذاعيتين تابعتين لحماس، بالإضافة إلى محطتين تلفزيونيتين أخريين، وأوقفوا بثها جميعًا يوم الاثنين. كما قطع جيش الاحتلال الإسرائيلي الكهرباء عن حوالي 50 ألف شخص حول نزيرات عندما قصف شمال غزة، دون وقوع إصابات.
  - أطلقت دبابات إسرائيلية قذيفتين باتجاه بيت لاهيا، مستهدفةً مسلحين أطلقوا صاروخي قسام من المنطقة. أصيب ثلاثة أطفال.
  - أطلقت طائرة إسرائيلية صاروخًا على سيارة تقل أربعة أعضاء من الجهاد الإسلامي بعد إطلاق صواريخ على إسرائيل، مما أسفر عن مقتلهم جميعًا.
  - أطلقت حماس والجهاد الإسلامي ما لا يقل عن 18 صاروخًا على إسرائيل (إجمالي الصواريخ خلال الأسبوع الماضي يزيد عن 150 صاروخًا)، مما أدى إلى إتلاف طريق، وإصابة سيارة في مركز تجاري في سديروت، ومقتل امرأة وإصابة اثنين آخرين بجروح طفيفة. وتلقى 12 شخصًا العلاج من الصدمة.
- مايو 22 
  - غارات جوية إسرائيلية تستهدف مستودع أسلحة لحركة حماس وغرفة عمليات للجان المقاومة الفلسطينية.
  - أطلقت الأجنحة العسكرية لحماس وفتح – كتائب عز الدين القسام وكتائب شهداء الأقصى – تسعة صواريخ قسام على سديروت والبلدات المجاورة. وأدخلت امرأة إلى المستشفى بسبب الصدمة.
  - أطلقت مروحية تابعة لجيش الاحتلال الإسرائيلي النار على فلسطينيين بالقرب من جباليا، رداً على هجمات القسام التي أطلقت من تلك المنطقة قبل دقائق قليلة. وأسفر ذلك عن إصابة 3 مزارعين فلسطينيين بجروح ما بين طفيفة ومتوسطة.
- مايو 23 [113]
  - صاروخ قسام سقط قرب سديروت. كان إنذار اللون الأحمر مُفعّلاً مُسبقاً.[114]
  - إسرائيل تستهدف مخابئ الأسلحة المشتبه بها ومواقع أخرى تابعة لحركة حماس في مختلف أنحاء غزة.[115][116] شنت إسرائيل غارة جوية على مدينة غزة وأخرى على مبنى غير مأهول في جباليا يستخدم لتخزين الذخائر، مما تسبب في انفجارات ثانوية. وأصيب 7 أشخاص.[117]
  - استهدفت طائرات الاحتلال الإسرائيلي سيارة تقل عدداً من عناصر حماس في مدينة غزة، وتمكنت السيارة من الفرار من الهجوم ولم يصب أحد بأذى.
  - أصيب جنديان إسرائيليان في اشتباك مسلح مع مسلحين فلسطينيين في غزة، وهو أول اقتحام بري منذ نوفمبر/تشرين الثاني.[118]
  - استهدف جيش الاحتلال الإسرائيلي محل صرافة في غزة، اتهمه الجيش بتحويل ملايين الدولارات إلى حماس وجماعات مسلحة أخرى. وذكرت مصادر عسكرية أن الأموال، التي حُوّلت عبر سوريا وإيران ولبنان، كانت مخصصة لتمويل تصنيع صواريخ القسام وهجمات أخرى ضد إسرائيل.
  - أُطلقت أربعة صواريخ على إسرائيل مساء اليوم، سقط اثنان منها في سديروت، وأصيبت امرأة بصدمة. وسقط صاروخان آخران جنوب عسقلان، ما أسفر عن مقتل فرس.[119]
- مايو 24 
  - أفاد فلسطينيون بمقتل مدني بنيران جيش الاحتلال الإسرائيلي خلال سيطرته على منطقة شمال قطاع غزة. ولم يعلق جيش الاحتلال الإسرائيلي على الحادث حتى الآن.[120]
  - نفذت قوات جيش الاحتلال الإسرائيلي، فجر اليوم الخميس، حملة اعتقالات واسعة النطاق ضد قيادات حركة حماس في الضفة الغربية، واعتقلت 33 عضوا من حماس، بينهم وزير التعليم في السلطة الفلسطينية، وأربعة رؤساء بلديات وثلاثة أعضاء في المجلس التشريعي الفلسطيني.[121] وتهدف الغارات إلى الضغط على حماس لوقف الهجمات الصاروخية من غزة.[122]
  - أُطلقت ثلاثة صواريخ على سديروت من شمال قطاع غزة. سقط اثنان منها في مناطق مفتوحة قرب سديروت، وسقط ثالث قرب كيبوتس نير عام.
  - أطلق مسلحون فلسطينيون صاروخ قسام سقط في منطقة مفتوحة.
- مايو 25 [123][124][125][126]
  - أُطلقت خمسة صواريخ قسام على الأقل على النقب الغربي، وأشعل أحدها حريقًا في حقل قمح قرب سديروت.
  - دمرت مروحيات إسرائيلية كرفانًا فارغًا كان يُستخدم لإيواء حراس رئيس الوزراء الفلسطيني إسماعيل هنية، عندما أطلقت ثلاثة صواريخ على أهداف في شمال قطاع غزة؛ دون وقوع إصابات.
  - قصفت إسرائيل مركز تدريب تابعًا لحماس جنوب مدينة غزة، مما أدى إلى تدميره وإصابة ثلاثة أشخاص بجروح طفيفة.
  - أصابت غارة جوية إسرائيلية سيارة في حي الشجاعية تابعة لخلية شاركت في هجمات قسامية سابقة، ويبدو أنها كانت في طريقها لإطلاق صواريخ على إسرائيل، مما أسفر عن مقتل اثنين من نشطاء حماس وإصابة خمسة آخرين. ولم يُظهر نشط آخر أي نشاط دماغي، وقال مسؤولون طبيون إنهم لم يتمكنوا من نطق اسمه "أبي". وأعلن تلفزيون حماس عن مقتل ثلاثة أشخاص.[127]
  - أُطلق صاروخان من طراز قسام على سديروت مساءً، سقط أحدهما قرب منزل. أصيب أربعة أشخاص بجروح طفيفة بشظايا، وأصيب عشرة آخرون بالصدمة.
  - أصابت صواريخ إسرائيلية محل صرافة في مدينة غزة، قال الجيش إنه "متورط في تحويل أموال إلى منظمات مسلحة". ولم يُسفر الهجوم عن وفيات، لكن ما لا يقل عن 21 فلسطينيًا أصيبوا، وفقًا لوزارة الصحة الفلسطينية، التي أضافت أن اثنين من الجرحى من أفراد القوة التنفيذية، بينما كان 19 مدنيًا، بينهم ثلاث نساء وسبعة أطفال.
- مايو 26 [128][129][130]
  - سقط صاروخان من طراز قسام أُطلقا في ساعات الصباح الباكر في مناطق مفتوحة.
  - واصلت إسرائيل غاراتها الجوية على مجمع لحماس في حي الزيتون بغزة، مما أسفر عن مقتل 5 من عناصر حماس وإصابة 18 آخرين.
  - سقط خمسة صواريخ قسام أطلقها فلسطينيون من شمال غزة مساء في النقب الغربي. أصاب أحدها مبنى سكنيًا بشكل مباشر، وأصيب أحد السكان بجروح طفيفة جراء الشظايا. سقط صاروخ ثانٍ في الشارع، وعولج شخص واحد من الصدمة.[131]
  - بعد وقت قصير من إطلاق الصاروخ، شنّ سلاح الجو الإسرائيلي سلسلة غارات على وحدات حماس الخاصة. كان أول موقع استيطاني يُستهدف في حي الشيخ رضوان بغزة. بعد ذلك بوقت قصير، استهدف سلاح الجو الإسرائيلي مجمعًا لحماس في مخيم جباليا للاجئين. أصيب فلسطينيان على الأقل في الهجوم.
  - اعتقلت القوات الإسرائيلية وزيرًا فلسطينيًا في الضفة الغربية.
  - داهمت عشرات القوات الإسرائيلية قريتين في الضفة الغربية جنوب القدس، بالقرب من بيت لحم، بحثًا عن مسلحين.
  - 2 أطلق مسلحون فلسطينيون النار على قوات تحرس بناء السياج الأمني في حي الشيخ سعيد بالقدس، بالقرب من أرمون هانتسيف. أصيب ضابط من حرس الحدود وحارس أمن بجروح تراوحت بين المتوسطة والخطيرة. وكشف تحقيق للشرطة أن أفراد الأمن ردوا بإطلاق النار على المسلحين، الذين توفوا لاحقًا متأثرين بجراحهم، وأن فلسطينيًا من المارة أصيب برصاص فلسطيني وتوفي لاحقًا متأثرًا بجراحه. وأعلنت كتائب شهداء الأقصى مسؤوليتها عن الهجوم.[132]
  - جيش الاحتلال يهاجم موقعا لحماس في رفح دون وقوع إصابات.
- مايو 27 [4][133][134]
  - تم تفعيل نظام الإنذار الصاروخي باللون الأحمر في سديروت، مما تسبب في حالة من الذعر بين أطفال المدارس، تلاه أصوات انفجارات. قُتل رجل في سديروت بعد سقوط صاروخ بالقرب من السيارة التي كان يجلس فيها. أصيب أحد السكان بجروح طفيفة وعانى العديد من الآخرين من الصدمة. انفجر صاروخ قسام آخر بالقرب من سديروت. ألحق صاروخ قسام أضرارًا بمركز مجتمعي جديد.
  - يواصل جيش الاحتلال الإسرائيلي غاراته الجوية في قطاع غزة، حيث قصف موقعين آخرين تابعين للقوة الخاصة لحماس، في حي الشيخ رضوان بالمدينة (بدون إصابات) والآخر في جباليا (إصابتان).
  - صوب جنود إسرائيليون نيران المدفعية على مسلحين أطلقوا قذائف هاون باتجاه إسرائيل، جنوب غزة، مما أدى إلى إصابة اثنين منهم بجروح خطيرة.
  - أُطلقت خمسة صواريخ قسام على النقب الغربي في المساء، دمر أحدها شقة بالكامل. أصيب شخص بجروح طفيفة من الشظايا، وعولج آخر من الصدمة.
  - قصف سلاح الجو الإسرائيلي قاعدة لحماس بالقرب من دير البلح.
  - سقطت أربعة صواريخ قسام أخرى في إسرائيل. سقط أحدها في دفيئة سكنية تابعة لمجلس إشكول الإقليمي. وسقط صاروخان آخران في سديروت، حيث أصيب شخص بصدمة. وألحق صاروخ آخر أضرارًا بجدار شقة.
  - تدمير عشرة مواقع للقوة الخاصة لحماس في يوم واحد
- مايو 28 [135][136]
  - سقط صاروخان في حقل قمح قرب كيبوتس، ما أدى إلى اندلاع حريق. لم تقع إصابات.
  - قصفت طائرات جيش الاحتلال الإسرائيلي منشأة تدريب تابعة لحماس في بيت حانون. لم تقع إصابات.
  - تسعة صواريخ قسام أخرى تصيب إسرائيل، مما أدى إلى إصابة إسرائيلي بجروح طفيفة عندما سقط أحدها في حقل مفتوح في المجلس الإقليمي شاعر هنيغف، كما يعاني العديد من الآخرين من الصدمة.
  - تلقت مجموعة كاملة من الجنديات في سديروت العلاج بسبب القلق الشديد بعد سقوط أحد الصواريخ بالقرب منهن في مقبرة البلدة.[137]
  - معظم أطفال المدارس الإسرائيليين لا يذهبون إلى المدارس. ترعى الدولة "عطلات" في فنادق بعيدة عن الحدود، وقد بنى رجل الأعمال الملياردير اركادي غايدماك مدينة خيام للاجئي سديروت.
- 29 مايو/أيار – (قتل نحو 60 فلسطينيا منذ بدء الجيش عملياته في غزة، من بينهم 46 عضوا في حماس، وأربعة من نشطاء الجهاد الإسلامي ونحو 10 مدنيين).[138]
  - قوة خاصة من جيش الاحتلال الاسرائيلي تدخل قطاع غزة فجرا وتقتل عنصرين من حماس في اشتباك مسلح بمنطقة معبر صوفا.[139]
  - أُطلق صاروخ قسام من غزة وسقط في حقل مفتوح بالقرب من سديروت.
  - اعتقلت إسرائيل جمال الطيراوي، عضو المجلس التشريعي عن حركة فتح، والمرتبط بكتائب شهداء الأقصى، والذي يُقال إنه أمر بتنفيذ تفجيرات انتحارية سابقة.[140]
  - قُتل ثلاثة من نشطاء الجهاد الإسلامي في انفجار وسط قطاع غزة. ولم يكن الانفجار نتيجة هجوم إسرائيلي.[141]
- March 30
  - غارة جوية إسرائيلية تقتل اثنين من أعضاء الجناح العسكري لحركة حماس.[142]
  - أطلقت ألوية صلاح الدين خمسة صواريخ على إسرائيل، أصاب أحدها شقة سكنية، مما أدى إلى إصابة ستة أشخاص بصدمة. كانت الشقة المستهدفة خالية وقتها، لكن الشقق المجاورة لحقت بها أضرار جسيمة.[143]
  - في المساء، سقط صاروخ قسام على خط كهرباء ومبنى سكني في المدينة، مما تسبب في انقطاع التيار الكهربائي لفترة وجيزة في الحي وإصابة عائلة مقيمة بالصدمة.[144]
- مايو 31 
  - سقط صاروخان من طراز القسام صباح الخميس في مناطق مفتوحة بمجلس شاعر هنيغف الإقليمي، أحدهما بالقرب من كيبوتس، وأشعل الآخر حريقًا.
  - بعد لحظات، أغارت القوات الجوية الإسرائيلية على منصتي إطلاق صواريخ قسام شمال قطاع غزة، استُخدم أحدهما لإطلاق أحد صواريخ يوم الخميس. وأعلنت كتائب عز الدين القسام، الجناح العسكري للجان المقاومة الشعبية، مسؤوليتها عن إطلاق الصواريخ.
  - بعد ساعات قليلة، أغارت القوات الجوية على منطقة يستخدمها الفلسطينيون لإطلاق صواريخ القسام بالقرب من بيت حانون.
  - انفجرت سيارة سفيان قنديل، العضو البارز في كتائب شهداء الأقصى، مما أسفر عن مقتل شخصين. لم تكن إسرائيل متورطة في الحادث، حيث زرع عناصر من فتح المتفجرات التي كانوا يخططون لتفجير السيارة بالقرب من قوة تابعة لجيش الاحتلال الإسرائيلي ستدخل المدينة.[145]
  - كشف جهاز الأمن العام (الشاباك) عن مخطط لعناصر من حماس في منطقة الخليل لتنفيذ هجوم ضد قوات جيش الاحتلال الإسرائيلي على الطريق السريع العابر للضفة الغربية بين كريات جات وكريات أربع. زرع ثلاثة عناصر من حماس عدة عبوات ناسفة على طول الطريق السريع، وكانوا يعتزمون تفجير إحدى العبوات لجذب خدمات الطوارئ وقوات الأمن إلى موقع الحادث قبل تفجير العبوات الأخرى. وقد أُلقي القبض عليهم في أبريل/نيسان.[146]
  - نظم عدة مئات من سكان سديروت مظاهرة يوم الخميس عند مفترق أولغا بالقرب من الخضيرة احتجاجاً على ما قالوا إنه تقاعس الحكومة في مواجهة هجمات صواريخ القسام المتواصلة.[147] أرسلت الحكومة 15 كشكاً متنقلاً محصناً إلى سديروت.[148]

## يونيو
- يونيو 1
  - أُطلقت أربعة صواريخ قسام من شمال غزة. سقط اثنان منها قرب كيبوتس النقب، مما تسبب في بعض الأضرار في مرآب الكيبوتس. سقط صاروخ آخر في كيبوتس جنوب عسقلان، وأصاب مستودعًا وألحق أضرارًا جسيمة. أما الصاروخ الرابع، فلم يصل إلى إسرائيل، بل سقط داخل قطاع غزة.[149] وكانت سرايا القدس مسؤولة عن إطلاق صاروخ واحد على الأقل.
  - رصد جنود إسرائيليون خمسة فلسطينيين يتحركون بشكل مريب نحو السياج الحدودي، وطلبوا منهم التوقف، ثم أطلقوا النار عليهم، مفترضين أنهم يحاولون زرع قنبلة. ويقول الفلسطينيون إنه لم تكن هناك خلية تعمل هناك، وأن جيش الاحتلال الإسرائيلي كان يبرر إطلاق النار، وأن الشباب كانوا يبحثون عن الألومنيوم والحديد لبيعهما. وأفاد الفلسطينيون في البداية بمقتل طفلين. وأصيب ثالث ونقل إلى مستشفى إسرائيلي. واعتقل جيش الاحتلال الإسرائيلي رابعًا لاستجوابه. ولا يُعرف سبب استمرارهم في التقدم نحو السياج الحدودي، على الرغم من أن جيش الاحتلال الإسرائيلي يشتبه في أنهم أُرسلوا للتحقق من يقظة القوات مقابل المال.[150] وفي وقت لاحق، تراجع الفلسطينيون عن ادعائهم بمقتل الصبية.[151]
  - استهدف جيش الاحتلال الإسرائيلي قياديًا بارزًا في سرايا القدس، الجناح العسكري لحركة الجهاد الإسلامي، في خان يونس من الجو. وأعلنت حركة الجهاد الإسلامي أنها ستستعد لإطلاق المزيد من الصواريخ والتفجيرات الانتحارية.[152]
- يونيو 2
  - صاروخ قسام أطلق من شمال قطاع غزة سقط في حي سكني في سديروت، ما أدى إلى إصابة 4 أشخاص بالصدمة وتضرر مبنيين.[153]
  - أطلق جنود النار على فلسطيني مسلح رُصد في مخيم عين بيت علم للاجئين في نابلس وأصابوه.
  - أطلقت قوة متخفية من جيش الاحتلال الإسرائيلي النار على مسلحين، ما أسفر عن مقتل فلسطيني وإصابة آخر. وأفاد فلسطينيون أن الرجل كان صاحب متجر، أُطلق عليه النار أثناء محاولة جندي إطلاق النار على مسلحين اثنين، وأن أشخاصًا آخرين أصيبوا في الحادث، لكن مسؤولين عسكريين أوضحوا أن الرجل الذي أُطلق عليه النار كان مسلحًا.[151]
  - مسلحون فلسطينيون يطلقون النار ويلقون عبوات ناسفة على جنود إسرائيليين في جنين. أطلق الجنود النار على مسلح من كتائب شهداء الأقصى ما أدى إلى مقتله.[154]
- يونيو 3
  - أصيب جندي إسرائيلي بجروح متوسطة، وأصيب ثلاثة آخرون بجروح طفيفة، إثر إصابتهم بثلاث قذائف هاون أُطلقت على معبر إيرز شمال قطاع غزة. وأصيب ستة جنود آخرين بصدمة.[155]
  - إطلاق قذيفتي هاون من شمال قطاع غزة تجاه مستوطنة نتيف هعاسارا الإسرائيلية.
- يونيو 4
  - أطلق الجناح العسكري لحركة حماس في شمال غزة سبع قذائف هاون باتجاه النقب الغربي بعد ظهر الاثنين. سقطت إحدى القذائف قرب موشاف، بينما سقطت البقية قرب معبر إيرز.[156]
- يونيو 5
  - سرايا القدس تطلق صاروخي قسام سقطا قرب السياج الحدودي.[157]
- يونيو 6
  - أطلق سلاح الجو الإسرائيلي النار على فلسطينيين مسلحين اثنين شوهدا وهما يزرعان عبوة ناسفة قرب جباليا، ما أدى إلى مقتل أحدهما وإصابة الآخر. وكانا ينتميان إلى كتائب القسام (حماس).[158]
  - قُتل رجل فلسطيني مُسنّ برصاص جندي إسرائيلي خلال عملية اعتقال لمطلوبين في منزله بالخليل. أُصيب ضابط إسرائيلي وثلاثة فلسطينيين. وتضاربت الروايات.[159]
  - أطلقت حماس ثماني قذائف هاون سقطت على منطقة معبر إيرز بعد وقت قصير من زيارة نائب وزير الدفاع إفرايم سنيه، مما تسبب في أضرار بالموقع واندلاع حريق على الجانب الفلسطيني من المعبر. افتُتح مركزان جديدان لضحايا الصدمات في سديروت والمجلس الإقليمي شاعر هنيغف.[160]
  - إطلاق أربعة صواريخ قسامية على إسرائيل.[161]
- يونيو 7
  - أُوقف ضابط في جيش الاحتلال الإسرائيلي عن عمله الميداني بعد أن ألقى قنبلة غاز مسيل للدموع على منزل عائلة فلسطينية في الجانية. أصيب ثلاثة أفراد من العائلة بجروح طفيفة جراء استنشاق الغاز، ونقلهم جيش الاحتلال الإسرائيلي لتلقي العلاج في إسرائيل.[162]
  - الجهاد الإسلامي يطلق صاروخين قساميين على سديروت خلال الليل.
- يونيو 8
  - مسلحان من حركة الجهاد الإسلامي يطلقان النار على قوات الاحتلال في قطاع غزة. أحدهما ينجح في الفرار، والآخر يصاب بجروح خطيرة برصاص القوات ويموت بعد ساعات.[163]
  - مجموعة صغيرة من المصلين اليهود تدنس مقبرة إسلامية قرب نابلس. أدانت القيادة الإسرائيلية هذا الفعل، ووافق منظمو المجموعة الأكبر من المصلين على دفع تعويضات.
  - أطلق جنود مظليون من جيش الاحتلال الإسرائيلي، يعملون في تفوح، النار على رجلين مسلحين بالبنادق، فأصابوا أحدهما، وتوفي الآخر بعد وصوله إلى المستشفى. ويقول الفلسطينيون إنهما كانا صيادين.[164][165]
  - سائق فلسطيني يدهس جنديا إسرائيليا ويصيبه بجروح طفيفة على حاجز قرب الفوار.
- يونيو 9
  - بعد إطلاق قذائف صاروخية، تسلل أربعة أو خمسة مسلحين من حركتي الجهاد الإسلامي وكتائب شهداء الأقصى، يستقلون سيارة جيب تحمل علامة «TV»، إلى الأراضي الإسرائيلية من معبر كيسوفيم الحدودي بين إسرائيل ووسط قطاع غزة، وهاجموا قوات جيش الاحتلال الإسرائيلي المتمركزة في المنطقة في محاولة لاختطاف جندي. قتلت قوات الاحتلال الإسرائيلية جنديًا واحدًا، بينما تمكن الآخرون من الفرار.[166] ووفقًا للجيش الإسرائيلي، كانت السيارة تحمل علامة «TV»، بينما ذكرت كتائب شهداء الأقصى أن السيارة كانت تحمل شارة الأمم المتحدة، بينما نفت حركة الجهاد الإسلامي وجود أي علامات عليها. وأكدت رويترز الرواية الإسرائيلية.[167][168]
- يونيو 10
  - وبعد ساعات، شنت إسرائيل غارات جوية انتقامية على مكتب لحركة الجهاد الإسلامي غرب مدينة غزة، وأغارت مرتين على ورشة معادن تابعة لكتائب شهداء الأقصى، تستخدم في إنتاج الصواريخ وقذائف الهاون.[169]
  - سرايا القدس تطلق ستة صواريخ على سديروت والنقب الغربي، سقطت جميعها في مناطق مفتوحة.[170]
- يونيو 12
  - أطلقت سرايا القدس صاروخ قسام على مصنع في المنطقة الصناعية "شاعر هنيغف"، ما أدى إلى أضرار طفيفة فيه. أصيب عامل بجروح طفيفة جراء الشظايا.[171]
- يونيو 13
  - سقط صاروخ قسام في مدرسة ثانوية في النقب الغربي صباح اليوم الأربعاء، مما أدى إلى تحطم النوافذ، وسقط آخر في حقل مفتوح بالقرب من كيبوتس نير عام.[172]
  - كشف جهاز الأمن العام (الشاباك) عن تفجيرين انتحاريين مزدوجين في تل أبيب ونتانيا. وأُلقي القبض على فلسطينيتين عند معبر إيرز بناءً على بلاغات استخباراتية من جهاز الأمن العام (الشاباك).[173]
- يونيو 14
  - أطلق مسلحون فلسطينيون صاروخين صباح اليوم، ما أدى إلى تضرر سيارة وإصابة عدد من الأشخاص بصدمة.[173]
- يونيو 18
  - صاروخ قسام يُلحق أضرارًا جسيمة بمصنع قرب سديروت
  - كشف جهاز الأمن العام (الشاباك) عن تفاصيل اعتقال أعضاء من الجبهة الشعبية لتحرير فلسطين جنوب جبل الخليل. وقال أعضاء الخلية المسلحة الاثنا عشر خلال استجوابهم إنهم تلقوا توجيهات من أعضاء الجبهة الشعبية في غزة، وخططوا لتنفيذ عدة هجمات في إسرائيل، بما في ذلك هجوم على كنيس يهودي في موديعين. كما خططوا لاختطاف مواطنين أمريكيين في الضفة الغربية في محاولة لمبادلتهم لاحقًا بالأمين العام للجبهة الشعبية المسجون أحمد سعدات.[174]
- يونيو 20
  - أطلقت حركة الجهاد الإسلامي صاروخين على جنوب إسرائيل.
  - رصدت طائرة إسرائيلية منصات إطلاق الصواريخ شرق بيت حانون، فأطلقت صواريخها فدمرتها بالكامل.
  - قُتل خمسة مسلحين فلسطينيين، جميعهم أعضاء في ألوية صلاح الدين، الجناح العسكري للمقاومة الشعبية، خلال اشتباك مسلح مع جنود جيش الاحتلال الإسرائيلي قرب السياج الحدودي وسط غزة. وأصيب جندي إسرائيلي بجروح متوسطة.[175]
  - أطلق مسلحان فلسطينيان النار على جنود إسرائيليين خلال مداهمة منزل قرب جنين لاعتقالهما. أحدهما قائد محلي من حركة الجهاد الإسلامي، والآخر قائد محلي من فرع عنيف لحركة فتح.
  - [176]
  - كشف جهاز الأمن العام الإسرائيلي (الشاباك) عن تفاصيل حول علاء حمد، وهو مواطن أردني يحمل هوية إسرائيلية، تم تجنيده من قبل عناصر حماس المتمركزين في دمشق لاختطاف مواطن إسرائيلي في القدس.[177]
  - سقطت خمسة صواريخ قسام في سديروت مساءً. أعلنت حماس مسؤوليتها عن الهجمات، ثم الجهاد الإسلامي. أصيب ثلاثة إسرائيليين بجروح طفيفة، وتلقى سبعة العلاج من الصدمة. تضرر منزلان وكنيس يهودي. أصاب أحد الصواريخ عمودًا كهربائيًا، مما أدى إلى قطع التيار الكهربائي عن كيبوتس نير عام.[178][179]
- يونيو 22

أطلق جنود جيش الاحتلال الإسرائيلي قرب الخليل النار على فلسطيني أعزل كان يحاول اقتحام البوابة، فأصابوه. صرخ الجنود عليه بالتوقف، لكنه لم يفعل، بل أطلقوا طلقات تحذيرية، ثم أطلقوا النار عليه. توفي متأثرًا بجراحه في المستشفى.
- يونيو 24
  - أطلق فلسطينيون صاروخي قسام سقطا في سديروت، مما أدى إلى تضرر منزلين، أحدهما تضرر بالفعل من صاروخ قسام قبل شهر تقريبًا. أصيب ثلاثة إسرائيليين بجروح طفيفة، وعولج آخرون من الصدمة. وأعلنت كل من فصيل فتح وسرايا القدس (الجهاد الإسلامي) مسؤوليتهما عن الهجوم.
  - أطلق فلسطينيون 11 قذيفة هاون باتجاه إسرائيل بعد ظهر الأحد، ما أدى إلى اندلاع حرائق.[181][182]
  - قُتل عضو في الجناح العسكري لحركة الجهاد الإسلامي الفلسطيني بصاروخ أثناء قيادته سيارته. كان الرجل متورطًا في هجمات صواريخ القسام مطلع هذا الأسبوع. وقعت الغارة الجوية شرق غزة. وأكد متحدث باسم الجهاد الإسلامي مقتل أحد مقاتليه، حسام حرب، في الانفجار، ومسؤوليته عن هجمات صواريخ القسام التي أسفرت عن إصابة ثلاثة إسرائيليين.[183]
- يونيو 27
  - قُتل أربعة فلسطينيين في غارة على حي في وسط غزة. وصرح جيش الاحتلال الإسرائيلي بأنه استهدف سيارة، ما أسفر عن مقتل فؤاد رنونة، القيادي البارز في حركة الجهاد الإسلامي الفلسطينية، وعضو آخر في حركة الجهاد الإسلامي. أما المدنيان الآخران، فهما عز الدين جندية (12) وحسام جندية (30)، اللذان أصيبا في تبادل إطلاق النار.[184]
  - قُتل ثلاثة فلسطينيين في توغل جنوب غزة. صرّح قادة جيش الاحتلال الإسرائيلي بأنهم واجهوا مقاومة شرسة، وكأن المسلحين كانوا "ينتظرونهم". كان المسلحون الثلاثة أعضاءً في حماس. وأصيب جنديان إسرائيليان بجروح طفيفة جراء إصابة دبابتهما بصاروخ مضاد للدبابات.[185]
  - استشهاد ناشط من حركة الجهاد الإسلامي الفلسطينية متأثرا بجراحه.
  - قُتل مُصنّع فلسطيني لصواريخ القسام بانفجار أحد صواريخ القسام التي يملكها في ورشته.
  - قُتل عضو بارز في حركة الجهاد الإسلامي بانفجار، لكن إسرائيل نفت وقوع غارة جوية. كان يُعرف باسم دي أبو دقة.
  - أُطلقت ثلاثة صواريخ قسام على إسرائيل اليوم، مما أدى إلى إصابة أحد سكان سديروت بصدمة خفيفة. وأعلنت حركة الجهاد الإسلامي الفلسطينية مسؤوليتها عن ذلك.
- 29 يونيو
  - أُطلقت قذيفتا هاون وصاروخ قسام على الأراضي الإسرائيلية، دون وقوع أضرار أو إصابات.
- 30 يونيو
  - قُتل ثلاثة أعضاء من كتائب شهداء الأقصى بصاروخ من سلاح الجو الإسرائيلي وسط غزة. أحد القتلى هو صلاح كوبا، العضو البارز في المجموعة. قُتلوا في مخيم جباليا للاجئين.
  - قُتل أربعة من نشطاء الجهاد الإسلامي الفلسطيني في غارة جوية منفصلة على مدينة خان يونس جنوبًا. تم تحديد هوية الضحايا وهم: غرام دياب، ورائد غنام، ومحمد الراعي، وعضو مجهول.
  - إطلاق صاروخ قسام على سديروت وسقوطه في النقب.[186]

## يوليو
- يوليو 1
  - خلال مداهمة في جنين، اغتالت قوات الاحتلال الإسرائيلي القائدَ البارزَ في كتائب شهداء الأقصى، محمد الهيجاء. وكان يُعتبر الرجل الثاني في جنين، بعد قائد الكتائب زكريا الزبيدية. كما اعتقلت قوات الاحتلال ستة مسلحين آخرين في الضفة الغربية.[187]
- يوليو 5
  - داهمت قوات جيش الاحتلال الإسرائيلي وسط غزة، بحثًا عن مخابئ أسلحة وأنفاق تهريب، لكنها واجهت مقاومة شرسة من المسلحين الفلسطينيين، وخاصةً حماس. رصدت قوات جيش الاحتلال الإسرائيلي عددًا كبيرًا من المسلحين الفلسطينيين، فأطلقت النار عليهم. ردّ الفلسطينيون بإطلاق النار والصواريخ المضادة للدبابات والعبوات الناسفة والألغام. استخدم جيش الاحتلال الإسرائيلي الجرافات والدبابات والمروحيات لصد المسلحين. وفي مرحلة ما، انضمت طائرات سلاح الجو الإسرائيلي إلى القتال. قُتل في الاشتباك 11 مسلحًا فلسطينيًا، من بينهم تسعة من حماس وواحد من الجهاد الإسلامي. وأصيب أكثر من 20 شخصًا، من بينهم مصور من حماس وجنديان إسرائيليان. وكان من بين القتلى محمد صيام، وهو قائد محلي.[188]
  - أُطلقت 3 قذائف هاون وصاروخان من طراز قسام على إسرائيل، دون وقوع أضرار أو إصابات. وأعلنت كل من حماس والجهاد الإسلامي مسؤوليتهما عن إطلاقها.
- 7 يوليو
  - في عملية لجيش الاحتلال الإسرائيلي في غزة، تم رصد 7 منصات لإطلاق صواريخ القسام. دمر جيش الاحتلال الإسرائيلي جميعها، وفُجّر بعضها بمؤقت.
- 8 يوليو
  - أُطلقت 5 صواريخ قسام على إسرائيل. سقط 4 منها في مناطق مفتوحة، وسقط واحد بالقرب من كلية في سديروت. لم يُصب أحد بأذى. وأعلنت حركة الجهاد الإسلامي مسؤوليتها عن الحادث.
- 9 يوليو
  - قُتل الناشط الفلسطيني محمد نزال، 24 عامًا، برصاص قوات جيش الاحتلال الإسرائيلي في كمين قرب جنين. وأكدت مصادر فلسطينية أنه كان عضوًا في حركة الجهاد الإسلامي.
  - أُطلقت 3 صواريخ قسام على إسرائيل، مما تسبب في أضرار دون وقوع إصابات. وأعلنت حركة الجهاد الإسلامي مسؤوليتها عن الحادث.[189]
- يوليو 10
  - أُطلقت 11 قذيفة هاون على الأراضي الإسرائيلية في 3 دفعات منفصلة. لحقت أضرار بمبنيين، دون وقوع إصابات. سقطت قذيفة هاون واحدة قرب معبر كرم أبو سالم. وأعلنت حركة الجهاد الإسلامي الفلسطينية مسؤوليتها عن الهجوم.[190]
- يوليو 12
  - قُتل الجندي أربيل رايش (21 عامًا) في وسط غزة في كمين. دخل جنود جيش الاحتلال الإسرائيلي، برفقة دبابات وجرافات، المنطقة، وعند دخولهم مخيم البريج للاجئين، نصب لهم مسلحو حماس كمينًا برشقة من نيران الرشاشات وقذائف آر بي جي. أصيب جنديان آخران من جيش الاحتلال الإسرائيلي. كما أصيب مسلحان فلسطينيان بغارة جوية لسلاح الجو الإسرائيلي في المنطقة نفسها.
  - على الرغم من تواجد القوات الإسرائيلية في قطاع غزة، تمكنت حركة الجهاد الإسلامي من إطلاق صاروخ قسام على سديروت. ولم يُصب أحد بأذى.
  - قُتل فلسطيني مسلح ببندقية كلاشينكوف وحزام ناسف في طولكرم. توجه الرجل بسيارته إلى نقطة تفتيش وبدأ بإطلاق النار على الحاجز من بندقية كلاشينكوف. ردّ الجنود بإطلاق النار، ما أسفر عن مقتل الفلسطيني. لم تعلن أي جهة مسلحة مسؤوليتها عن الحادث.[191][192]
- يوليو 19
  - أصاب صاروخ قسام أُطلق من شمال قطاع غزة، يوم الخميس، منزلًا في مدينة سديروت. نُقل سبعة أشخاص مصابين بالصدمة إلى مركز برزيلاي الطبي في عسقلان. وتضرر عدد من المباني جراء الهجوم.[193]
- يوليو 22
  - قتلت طائرة إسرائيلية عنصرين من سرايا القدس، الجناح العسكري لحركة الجهاد الإسلامي الفلسطينية. وجاءت الغارة الجوية ردًا على إطلاق صواريخ القسام مساء السبت، والتي سقطت في النقب، مسببةً بعض الأضرار. وأكدت حركة الجهاد الإسلامي مقتل اثنين من عناصرها في الهجوم أثناء إطلاق صواريخ من طائرة مروحية.
  - قُتل عنصران من حماس بالقرب من السياج الحدودي أثناء محاولتهما زرع عبوات ناسفة. وقد رصدهما جنود إسرائيليون وقتلوهما بنيرانهم. وأكدت حماس مقتل الرجلين، وهما مصطفى عباس ومحمد معروف.[194]
- يوليو 26
  - خلال عملية برية في قطاع غزة، استُدعي سلاح الجو الإسرائيلي ورصد مسلحين من حماس بالقرب من جنود جيش الاحتلال الإسرائيلي جنوب غزة. وأفادت مصادر فلسطينية أن نيران دبابة أسفرت عن مقتل مسلح من حماس كان يحمل قذيفة آر بي جي. وأفاد جيش الاحتلال الإسرائيلي أن الصاروخ أُطلق من مروحية. ويُعرف القتيل باسم شريف البرعي (35 عامًا)، وهو عضو في كتائب عز الدين القسام.[195]
  - تم إطلاق أكثر من 10 قذائف هاون وصواريخ قسام على إسرائيل هذا الأسبوع، مما تسبب في بعض الأضرار وإصابة ثلاثة أشخاص.[196]
  - أدت غارة جوية إسرائيلية جنوب مدينة غزة إلى مقتل ثلاثة عناصر من حركة الجهاد الإسلامي كانوا يستقلون سيارة. كان من بين القتلى عمر الخطيب، قائد الجناح العسكري للحركة في قطاع غزة. أما الآخران، فهما خليل الضيفي وأحمد عبد العال.
- بعد الاشتباك، حاول عناصر من الجهاد الإسلامي استعادة أغراض من السيارة المحترقة، لكن مسلحي حماس منعوهم من دخول مكان الحادث. اندلع تبادل إطلاق نار، ما أسفر عن إصابة أربعة فلسطينيين.[197]
- اعتدت القوات الإسرائيلية على فلسطيني حاول طعن جندي وقتلته. وأفادت عائلة الرجل بأنه توفي لاحقًا متأثرًا بجراحه وأنه كان يعاني من اضطراب نفسي.[198]
- أصيب ستة فلسطينيين بجراح جراء غارات جوية على قطاع غزة في حادثين منفصلين.[199]
- يوليو 28
  - قُتل عنصران من كتائب شهداء الأقصى أثناء زرعهما عبوة ناسفة قرب الحدود بين غزة وإسرائيل، بعد تجاهلهما النيران التحذيرية التي تلقاها لمغادرة المنطقة.[200][201]

## أغسطس
- أغسطس 1
  - قُتل عنصر من حماس وعنصر من لجان المقاومة الشعبية في بيت لاهيا. رصدتهما قوات الاحتلال الإسرائيلي العاملة في المنطقة بحثًا عن صواريخ القسام ومنصات إطلاقها. وخلال الاشتباك، أُطلق صاروخ مضاد للدبابات على جنود إسرائيليين، دون وقوع إصابات. وأكدت حماس ولجان المقاومة الشعبية أن عناصرهما كانوا يقاتلون جنودًا إسرائيليين في بيت لاهيا.[202]
  - أُطلقت أربعة صواريخ قسام على إسرائيل، مُسببةً بعض الأضرار.
- 4 أغسطس
  - قُتل رائد أبو العدس، القيادي في حركة الجهاد الإسلامي، برصاص قوات الاحتلال الإسرائيلي قرب منزله في نابلس. كانت قوات الاحتلال تبحث عنه، وعندما حاصرت منزله، قرر الفرار من النافذة، بينما أطلق عضو آخر في الجهاد الإسلامي النار على جنود اقتحموا المنزل. أُصيب العضو الآخر في الاشتباك.
  - أُطلقت ثلاثة صواريخ قسام على سديروت، مُسببةً إصابة ثلاثة أشخاص.[203]
- 5 أغسطس
  - أصيب ضابط في جيش الاحتلال الإسرائيلي بجروح طفيفة في عملية بمنطقة نابلس، بعد أن أطلق مسلحون فلسطينيون النار على القوة. وأُلقي القبض على ثمانية فلسطينيين مطلوبين في أنحاء الضفة الغربية مساء الأحد. اعتُقل ثلاثة منهم في نابلس، بينما اعتُقل الخمسة الآخرون قرب رام الله والخليل.
- 6 أغسطس
  - عثرت قوة من جيش الاحتلال الإسرائيلي، تعمل في الضفة الغربية، صباح الاثنين على عبوة ناسفة تزن 40 كيلوغرامًا (88 رطلاً)، كانت مخبأة داخل جثة خروف. وقد قاد مسلح فلسطيني الجنود إلى العبوة، بعد أن اعتقلته واستجوبته المؤسسة الأمنية.[204]
  - سقط صاروخ أُطلق من شمال غزة في فناء روضة أطفال في سديروت، بعد لحظات من انتهاء اجتماع عُقد بعد ظهر يوم الاثنين بين رئيس الوزراء إيهود أولمرت والرئيس الفلسطيني محمود عباس. وأعلنت سرايا القدس، الجناح العسكري لحركة الجهاد الإسلامي، مسؤوليتها عن الهجوم، الذي ألحق أضرارًا بالمباني المجاورة، بما في ذلك روضتان أخريان ومدرسة ابتدائية حكومية. وتم تفعيل نظام "اللون الأحمر".[205]
- أغسطس 7
  - قُتل مسلحان من حماس في قطاع غزة. رصدهما جنود إسرائيليون قرب معبر كارني. دخل الجنود القطاع وتبادلوا إطلاق النار وقتلوهم.[206]
  - أصيب جندي إسرائيلي بجروح طفيفة جراء عبوة ناسفة ألقاها فلسطيني على قوات جيش الاحتلال الإسرائيلي في نابلس.

- 9 أغسطس
- قتل جنود جيش الاحتلال الإسرائيلي فلسطينيًا قرب معبر صوفا جنوب غزة بعد ظهر الخميس. وقال الجيش إن الجنود رصدوا الرجل وهو يزحف قرب السياج الحدودي. واشتبهوا في أنه يزرع قنبلة، فأمروه بالتوقف وأطلقوا النار في الهواء. وعندما واصل حركته، أطلقوا النار عليه. ونقل مسعفون فلسطينيون جثته إلى مستشفى في غزة، وقالوا إنهم لم يعثروا على أي أسلحة قرب جثته.[207]
- أغسطس 10
  - أطلق حارس أمن في مدرسة "عطيرت كوهانيم" الدينية في البلدة القديمة بالقدس النار على فلسطيني خطف سلاح حارس آخر واستخدمه لإصابته، ما أدى إلى مقتله. وأُصيب في إطلاق النار أحد عشر شخصًا، من بينهم الحارس الذي أصيب بجروح متوسطة.[208]
- أغسطس 14
  - أطلق فلسطينيون صاروخًا على إسرائيل من شمال قطاع غزة.
  - قتلت القوات الإسرائيلية ستة فلسطينيين عندما اشتبكت مع مسلحين خلال غارة على قطاع غزة الذي تسيطر عليه حماس. وقال مسؤولون في المستشفى إن مسلحين اثنين من حماس وأحد المارة يبلغ من العمر 40 عامًا قُتلوا خلال الغارة على قريتي القرارة وعبسان الجنوبيتين. وقالت حماس إن مسلحًا آخر من حماس ووالدته قُتلا بالرصاص أثناء خروجهما من منزلهما في المنطقة. وأصيب ما لا يقل عن 16 فلسطينيًا في القتال الذي دعمته القوات الإسرائيلية بطائرات عسكرية. وقالت حركة الجهاد الإسلامي إن أحد أعضائها قُتل وأصيب أربعة على الأقل في غارة صاروخية خلال الغارة. وأصيب ستة وعشرون آخرون، معظمهم مسلحون، بينهم خمسة مدنيين على الأقل، في العملية التي استمرت طوال اليوم.[209][210]
- أغسطس 17
  - أطلقت طائرات الاحتلال الإسرائيلي، اليوم الجمعة، صاروخين على منصات إطلاق صواريخ فلسطينية شمال قطاع غزة.
  - اندلعت اشتباكات في قرية كفر دان بالضفة الغربية، أسفرت عن مقتل فلسطينيين اثنين. بدأ الاشتباك عندما دخلت قوات جيش الاحتلال الإسرائيلي القرية قرب جنين، حيث كان يختبئ عناصر من حركتي الجهاد الإسلامي وفتح. بعد رصدهم، اندلع تبادل لإطلاق النار. قُتل نور مرعي، 19 عامًا، وهو ناشط في الجهاد الإسلامي، ومحمد درويش، قائد كتائب أبو عمار الصغيرة المرتبطة بفتح.[211][212] كما أصيب ثمانية فلسطينيين في اشتباكات بالضفة الغربية.[213]
  - أصيب جندي إسرائيلي بجروح طفيفة إثر إلقاء عبوة ناسفة على سيارته الجيب في نابلس. وتمكن المسلح من الفرار.
  - في وابل من الصواريخ، أطلقت حركة الجهاد الإسلامي الفلسطينية 3 صواريخ قسام و13 قذيفة هاون على إسرائيل. ولم تُبلغ عن إصابات أو أضرار.[214]
  - فجّر جيش الاحتلال الإسرائيلي نفقًا في غزة، اكتشفه مؤخرًا. وأفاد جيش الاحتلال الإسرائيلي أن النفق، الذي يبلغ طوله 700 متر، كان مُخصّصًا لأنشطة المسلحين. بينما زعم الفلسطينيون أن النفق كان مُخصّصًا لنقل الطماطم.[215]
  - كما عثرت قوات الاحتلال على عبوة ناسفة قرب الجدار الأمني الفاصل بين قطاع غزة وإسرائيل، وأبطلت مفعولها.[213]
- أغسطس 18
  - أطلقت القوات الإسرائيلية النار على ثلاثة فلسطينيين قرب السياج الحدودي. وصرح الجيش بأنه أمرهم مرارًا بمغادرة المنطقة. قُتل أحدهم، وأصيب الآخران. ولم يتضح بعد ما إذا كانوا مسلحين أم غير مسلحين.
  - أُلقي القبض على خمسة متسللين فلسطينيين وأُعيدوا إلى غزة. ويبدو أنهم كانوا يبحثون عن عمل، لأنهم غير مسلحين.[216]
- أغسطس 20
  - قُتل ستة فلسطينيين، جميعهم أعضاء في الجناح العسكري لحركة حماس، عندما فجّر صاروخ إسرائيلي سيارتهم. كان الفلسطينيون في طريق عودتهم بعد أن أطلقوا بعض صواريخ القسام وقذائف الهاون على الأراضي الإسرائيلية.[217]
- أغسطس 21
  - قُتل مسلح فلسطيني من الجبهة الشعبية لتحرير فلسطين برصاص قوات الاحتلال الإسرائيلي في نابلس. أطلق المسلح النار على القوات الإسرائيلية العاملة في المنطقة، لكنه قُتل عندما ردّ جنود الاحتلال بإطلاق النار.[218]
  - قُتل ثلاثة فلسطينيين قرب السياج الحدودي مع غزة. وأضاف جيش الاحتلال الإسرائيلي أن الفلسطينيين كانوا مسلحين ببنادق قنص. ولم تؤكد مصادر فلسطينية مقتلهم.[219]
  - إطلاق صاروخين من صواريخ القسام على إسرائيل، أحدهما أصاب روضة أطفال، مما أدى إلى إصابة بعض الأشخاص وصدمتهم.
- أغسطس 22
  - في غارة جوية شمال غزة، قتل سلاح الجو الإسرائيلي يحيى حبيب، القيادي البارز في حماس، وأصيب عنصران آخران، أحدهما إصابته خطيرة.
  - في اشتباك عنيف بين جيش الاحتلال الإسرائيلي وحركة الجهاد الإسلامي، قُتل ثلاثة عناصر من الجهاد الإسلامي على يد جيش الاحتلال الإسرائيلي. كما سقط طفلان بين نيران العدو. وأعلن جيش الاحتلال الإسرائيلي أنه عثر على رجلين بالقرب من منصة إطلاق صواريخ في غزة. ومن المعروف أن الجماعات المسلحة تُعطي الأطفال بعض المال لجمع منصات إطلاق الصواريخ. وقال المتحدث باسم الجهاد الإسلامي إن الرجلين كانا في مهمة ضد إسرائيل.[220]
  - إطلاق صاروخ قسام على إسرائيل.
- أغسطس 23
  - أطلقت حركة الجهاد الإسلامي سبعة صواريخ قسام على الأراضي الإسرائيلية، مسببةً بعض الأضرار. وتلقت امرأة العلاج من الصدمة.
  - أصيب ثلاثة جنود إسرائيليين بجروح طفيفة جراء عبوات ناسفة ألقاها مسلحون فلسطينيون في نابلس.
  - أصيب أربعة مقاتلين من حماس في غارة جوية شنها سلاح الجو الإسرائيلي.[221]
- أغسطس 24
  - قُتل طفل يبلغ من العمر 11 عامًا في تبادل إطلاق نار بين مسلحين فلسطينيين وقوات الاحتلال الإسرائيلي. دخل جيش الاحتلال قرية كفر تيدة في الضفة الغربية بحثًا عن مطلوبين، فتعرضوا لهجوم من مسلحين. في تبادل إطلاق النار، قُتل الطفل ومقاتل من حركة الجهاد الإسلامي. وأصيب مقاتل آخر من حركة الجهاد الإسلامي بجروح خطيرة، وأسرته القوات الإسرائيلية. ولم تقع إصابات في الجانب الإسرائيلي.[222]
  - استغلّ مسلحان فلسطينيان ضباب الصباح للتسلل عبر السياج الحدودي، لكن جنود جيش الاحتلال الإسرائيلي اكتشفوهم. في تبادل إطلاق النار، قُتل الاثنان، خضر عوكل (20 عامًا)، من ألوية صلاح الدين، الجناح العسكري للجان المقاومة الشعبية، ومحمد سكر (22 عامًا)، من لجان المقاومة الوطنية، الجناح العسكري للجبهة الديمقراطية لتحرير فلسطين، بينما أصيب جندي إسرائيلي بجروح طفيفة.[223]
- أغسطس 25
  - قُتل قائد كبير في سرايا القدس، الجناح العسكري لحركة الجهاد الإسلامي الفلسطيني، في جنين، عندما أطلق جنود متخفون النار على سيارته التي كانت تقلّ ناشطين آخرين من حركة الجهاد الإسلامي. كما أصيب ناشط آخر بجروح بالغة خلال المداهمة.[224]
  - استشهد شاب فلسطيني متأثرا بجراحه التي أصيب بها في وقت سابق اليوم، بحسب مصادر طبية فلسطينية.[225]
- أغسطس 27
  - قُتل فلسطيني بنيران جيش الاحتلال الإسرائيلي قرب السياج الحدودي مع غزة. لم يكن مسلحًا. وذكرت مصادر فلسطينية أنه مزارع. وذكرت مصادر في جيش الاحتلال الإسرائيلي أن الجنود اشتبهوا في أن الرجل حاول زرع عبوات ناسفة قرب الحدود.[226]
  - أُطلق صاروخ قسام باتجاه الأراضي الإسرائيلية. وبعد دقائق، دُمر منصة الإطلاق بصاروخ إسرائيلي.
  - كان رائد في جيش الاحتلال الإسرائيلي يقود سيارته في الضفة الغربية أحيانًا يسلك طريقًا خاطئًا، ويقود سيارته إلى مدينة جنين الفلسطينية بدلًا من مستوطنة. وقد لاحظ حشدٌ وجود الرائد بزيه العسكري، فأحرقوا سيارته. حاول مسلحون من حركة الجهاد الإسلامي اختطاف الضابط، لكن قوات الأمن الوقائي أوقفتهم، حيث حمته واستدعت قوات جيش الاحتلال الإسرائيلي القريبة للمساعدة.[227]
- أغسطس 28
  - أصيب أحد سكان سديروت بجروح متوسطة جراء شظايا صاروخ قسام سقط على منزله في غرفة نومه. وكان باقي أفراد الأسرة يختبئون في الملجأ بعد تفعيل نظام "اللون الأحمر". وأعلنت كتائب شهداء الأقصى مسؤوليتها عن الهجوم. أُطلقت اليوم سبعة صواريخ قسام أخرى، مما أسفر عن بعض الأضرار فقط وإصابة شخصين بالصدمة.[228]
- أغسطس 29
  - إطلاق 4 صواريخ قسام على إسرائيل.
  - قُتل ثلاثة أطفال فلسطينيين في شمال قطاع غزة بين بيت لاهيا وجباليا، عندما هاجم جيش الاحتلال الإسرائيلي خمس منصات إطلاق صواريخ قسامية كانت تستهدف جنوب إسرائيل. نُشرت منصات إطلاق القسام على مشارف المنطقة الصناعية في بيت حانون. اعتقد الفلسطينيون أن إسرائيل أرادت استهداف خلية مسلحة.[229] توفي الصبيان على الفور، بينما توفيت ابنة عمهما لاحقًا متأثرة بجراحها. تُستخدم هذه المنطقة المدنية بشكل متكرر من قِبل المسلحين الفلسطينيين لشن هجمات صاروخية على جنوب إسرائيل. وقال الجيش إن 92 صاروخًا و118 قذيفة هاون سقطت في إسرائيل خلال الشهر الماضي. ولم تُفصح المصادر الفلسطينية عما إذا كان المسلحون قد استأجروا الأطفال لاستعادة منصات الإطلاق، أم أنهم اقتربوا منها بدافع الفضول. وقال جيش الاحتلال الإسرائيلي إن الأطفال قُتلوا بعد أن أطلقت دبابة إسرائيلية النار على منصة إطلاق صواريخ قسامية. ووفقًا لجيش الاحتلال الإسرائيلي، رصد طاقم الدبابة "حركة مجهولة الهوية وفتح النار". وفي بيان، قال الجيش الإسرائيلي إنه "يعرب عن أسفه" لـ"استخدام المراهقين في هجمات مسلحة". وفي الماضي اتهم الجيش المسلحين بإرسال أطفال لالتقاط منصات إطلاق الصواريخ الخاصة بهم، لكنه لم يقل صراحة إن الأطفال الثلاثة القتلى في الحادث الذي وقع يوم الأربعاء كانوا متورطين بشكل مباشر في الأمر.[230]
- أغسطس 30
  - أطلقت وحدة نخبة من المظليين في جيش الاحتلال الإسرائيلي النار على مسلح فلسطيني في البلدة القديمة بنابلس فجر الجمعة، ما أدى إلى إصابته بجروح بالغة. نُقل المسلح، الذي ينتمي إلى خلية تعمل بشكل مشترك مع الجناح العسكري لحركة فتح، كتائب شهداء الأقصى، والجبهة الشعبية لتحرير فلسطين، إلى مستشفى محلي لتلقي العلاج.
  - يوم الجمعة أيضًا، سقطت ثلاثة صواريخ قسام أطلقها مسلحون فلسطينيون من قطاع غزة على مناطق مفتوحة في النقب الغربي. ولم تُسفر أي من الهجمات عن أضرار أو إصابات.[231]

## سبتمبر
- سبتمبر 6
  - قُتل أربعة مسلحين من حركة حماس في عملية للجيش جنوب قطاع غزة. وقالت مصادر فلسطينية إن الأربعة أصيبوا بقذيفة دبابة انفجرت بالقرب منهم. وقال جيش الاحتلال الإسرائيلي إن المسلحين اقتربوا منهم لكن الجنود رصدوهم في الوقت المناسب، مما تسبب في رشقة من نيران إسرائيلية، مما تسبب في مقتلهم. وأصيب عشرة مسلحين آخرين، إما بنيران الأسلحة أو قذائف الدبابات.
  - أحبط جنود جيش الاحتلال الإسرائيلي هجومًا مسلحًا قرب حدود غزة. كانت سيارتان تقلان ستة مسلحين فلسطينيين مدججين بالسلاح متجهتين نحو السياج، وبحوزتهما بنادق آلية وقنابل يدوية وقاذفات آر بي جي وأحزمة ناسفة ومادة تي إن تي. لاحظ جنود جيش الاحتلال الإسرائيلي اقتراب السيارتين بسرعة فائقة من السياج، فأطلقوا النار عليهما. كما أطلقت طائرات سلاح الجو الإسرائيلي النار على السيارة. أفادت تقارير فلسطينية أن المركبات دخلت الأراضي الإسرائيلية، مما أدى إلى اندلاع اشتباك ناري عنيف قُتل فيه المسلحون الستة. وذكرت التقارير الإسرائيلية أن المركبات لم تدخل الأراضي الإسرائيلية، وأن المسلحين قُتلوا داخل أراضي غزة. أعلنت كتائب شهداء الأقصى وحركة الجهاد الإسلامي الفلسطينية مسؤوليتهما عن الهجوم، مدّعيتين تورط كل منهما في تورط ثلاثة عناصر.
  - أصيب جندي إسرائيلي بجروح طفيفة جراء سقوط قذائف هاون بالقرب من سياج غزة.[232]
- سبتمبر 10
  - أُطلق صاروخان من طراز قسام على قاعدة زيكيم العسكرية الإسرائيلية قرب حدود غزة. سقط أحدهما بسلام في النقب، بينما سقط الآخر بالقرب من ثكنات غير محصنة في القاعدة حيث كان ينام المجندون الإسرائيليون. أصيب 69 جنديًا جراء الصاروخ؛ أكثر من 60 منهم أصيبوا بجروح طفيفة إلى متوسطة جراء الشظايا، بينما كانت إصابة أربعة منهم خطيرة. اضطر أحدهم لبتر ساقه، ولا يزال آخر في حالة حرجة. أعلنت كل من حركة الجهاد الإسلامي ولجان المقاومة الشعبية مسؤوليتهما عن الهجوم. ورغم أن حماس لم تكن مسؤولة، إلا أنهما وصفتاه بأنه نصر من الله.[233][234]
  - وردا على ذلك، حلقت مروحيات إسرائيلية فوق القطاع، وأطلقت صواريخ على قواعد للجهاد الإسلامي، ما أدى إلى إصابة 4 من عناصر الحركة.
- سبتمبر 16
  - أطلق جنود الاحتلال الإسرائيلي، خلال عملية في منطقة نابلس، النار على مسلحين اثنين من كتائب شهداء الأقصى، ما أدى إلى استشهادهما.[235]
- سبتمبر 18
  - في الخليل، اشتبكت عائلتان فلسطينيتان بالعصي والحجارة، وأطلقتا النار بالقرب من المستوطنة، مما أدى إلى اقتحام دورية لجيش الاحتلال الإسرائيلي. وخلال الاشتباك، اشتبكت عائلة فلسطينية مع جيش الاحتلال الإسرائيلي في تبادل لإطلاق النار، مما أسفر عن مقتل فلسطيني واحد، وهو بهاء العجلوني، البالغ من العمر 27 عامًا.
  - أطلقت قوات جيش الاحتلال الإسرائيلي النار على يوسف العشي، وهو مسلح من حماس، في منطقة نابلس بمخيم اللاجئين قرب نابلس، ما أدى إلى استشهاده.
  - سقطت أربعة صواريخ قسام على مستوطنات غلاف غزة اليوم. ولم تعلن أي جهة مسؤوليتها عن ذلك.[236]
  - في اشتباك آخر بمخيم اللاجئين، قُتل جندي من جيش الاحتلال الإسرائيلي، بن تسيون حاييم هينمان، البالغ من العمر 21 عامًا، برصاصة طائشة. وأصيب رفيقه بجروح طفيفة جراء شظايا. كانت قوات جيش الاحتلال الإسرائيلي تستهدف خلية تابعة للجبهة الشعبية لتحرير فلسطين. أصيب أحد أعضاء الخلية، محمد حلاد، بجروح بالغة، وتوفي بعد 15 دقيقة متأثرًا بجراحه. وزعمت مصادر في جيش الاحتلال الإسرائيلي ومصادر فلسطينية أن محمد هو المسؤول عن مقتل حاييم هينمان.[237]
- سبتمبر 25
  - أطلقت قوات الاحتلال النار على عنصر من خلية إطلاق صواريخ القسام التابعة لكتائب شهداء الأقصى، ما أدى إلى إصابته بجروح. نجا حسام الحويحي (21 عامًا)، لكنه توفي متأثرًا بجراحه لاحقًا.[238]
- سبتمبر 26
  - بعد ساعات من إطلاق مسلحين أكثر من 12 صاروخًا و20 قذيفة هاون على سديروت، أصابت ثلاثة صواريخ على الأقل سيارة جيب أثناء عبورها تقاطعًا مزدحمًا في حي الزيتون بمدينة غزة، مما أسفر عن مقتل خمسة عناصر من جيش الإسلام. وأفاد الجيش أن السيارة كانت تحمل صواريخ جاهزة للإطلاق. والقتلى الخمسة هم: فوزي الأشرم، وحسين أهل، وأيمن دلول، وأسامة الصيفي، وسامر الزعيم.
  - صادرت قوات الأمن الفلسطينية صاروخين محليي الصنع، مما قد يشير إلى انتشار أساليب الهجوم التي يستخدمها مسلحو غزة. وقد عُثر على القذائف، غير المجهزة بعد بالمتفجرات، في بيت لحم وسُلمت للجيش الإسرائيلي.[239]
  - في بيت حانون، أطلق مسلحون النار على قوات إسرائيلية في المنطقة. ردّت القوات بإطلاق النار على منزله، ما أدى إلى استشهاده وثلاثة فلسطينيين آخرين، اثنان منهم مدنيان. تم التعرف على اثنين منهم وهما خيري حمدان، عضو في لجان المقاومة الشعبية، وطير البسيوني، عضو في حركة الجهاد الإسلامي.
  - الاثنان الآخران هما محمد عدوان، 20 عامًا، ومحمد البسيوني، 24 عامًا، وكلاهما ليس عضوًا معروفًا في أي تنظيم في القطاع.
  - قُتل مسلحان من حماس في بيت حانون بطائرات سلاح الجو الإسرائيلي، التي هاجمت الخلية أثناء إطلاقها صواريخ القسام على إسرائيل وكانوا على وشك مغادرة المنطقة. وأصيب خمسة أعضاء آخرين في الهجوم، وهما راجي حمدان ومحمد أبو ركبة.[240]

- سبتمبر 27
  - رُصدت خلية لإطلاق صواريخ القسام في المنطقة أثناء استعدادها لإطلاق صاروخ قسام آخر. أطلق الجنود النار وقتلوا أحدهم، بينما تمكن الباقون من الفرار. وأكدت مصادر عسكرية أنها ستواصل الضغط على خلايا الإطلاق في الأيام المقبلة.[242]

## أكتوبر
- أكتوبر 1
  - أطلق مسلحان فلسطينيان، كانا يتقدمان نحو السياج الحدودي الإسرائيلي مع غزة، النار وألقيا قنبلة يدوية على جنود إسرائيليين. ردّ الجنود، الذين كانوا يفوقونه عددًا، بإطلاق النار بكثافة، ما أدى إلى مقتلهما. ينتمي كلا المسلحين إلى الجناح العسكري لحركة حماس.[243]
- أكتوبر 3
  - في عمليةٍ برفح جنوب قطاع غزة، والتي استهدفت "تدمير البنية التحتية للمسلحين"، أصيب مسلحان فلسطينيان بجروحٍ بالغة جراء صاروخ. توفي أحدهما، محمد حسن، متأثرًا بجراحه لاحقًا. كان كلا المسلحين عضوًا في الجناح العسكري لحركة حماس.
  - في خان يونس، قُتل فلسطيني يُدعى سعيد العمور بنيران جيش الاحتلال الإسرائيلي أثناء قيامهما بعملياتٍ في المنطقة. ولم يُعرف ما إذا كان مسلحًا.
  - قُتل أحد أعضاء حماس أثناء حفر نفقٍ أسفل معبر إيرز. انهار النفق أثناء وجوده داخله.
- أكتوبر 4
  - في الضفة الغربية، مساء الخميس، أطلق فلسطينيون النار وألقوا زجاجات حارقة على قوات جيش الاحتلال الإسرائيلي التي كانت تقوم بدورية في مخيم بلاطة للاجئين في نابلس.
  - في الخليل، فُجّرت عبوة ناسفة أيضًا بجوار سيارة شرطة.
- أكتوبر 5
  - أطلق مسلح فلسطيني قرب السياج الحدودي بين إسرائيل وغزة النار على قوات جيش الاحتلال الإسرائيلي بعد أن تعرفوا عليه، فردّت قوات جيش الاحتلال بإطلاق النار عليه وقتلته. أُلقيت قنبلة على القوات، لكن لم يُصب أحد في تبادل إطلاق النار.[244][245]
- أكتوبر 7
  - بعد ستة أسابيع من تلقيه العلاج في مستشفى إسرائيلي، توفي مواطن فلسطيني من جنين متأثراً بجراحه التي أصيب بها بنيران جيش الاحتلال الإسرائيلي الإسرائيلي.[246]
  - في وابلٍ من الصواريخ أطلقه مسلحون فلسطينيون، سقطت 8 قذائف هاون، و3 صواريخ قسام، وصاروخ كاتوشيا واحد داخل الأراضي الإسرائيلية. واحترق استوديو بالكامل بقذيفة هاون في كرم أبو سالم. سقط صاروخ الكاتيوشيا على بُعد 400 متر من نتيفوت، أي 11 كيلومترًا من قطاع غزة. وكان هذا أول صاروخ يصيب منطقة نتيفوت. وفي الأسبوع الماضي، سقطت 10 صواريخ قسام و20 قذيفة هاون على النقب. ولم يُصب أحد بأذى في هذه الهجمات.[247]
- أكتوبر 10
  - قُتل أحد أعضاء كتائب شهداء الأقصى في نابلس القديمة برصاص قوات جيش الاحتلال الإسرائيلي العاملة في المنطقة. وأصيب عضو آخر من الكتائب بجروح بالغة. قُتل عمار العنبوسي رمياً بالرصاص، وأصيب سفيان قنديل، القيادي البارز في الكتائب، بجروح بالغة.[248][249]
- أكتوبر 11
  - أطلقت قوات خاصة إسرائيلية، تعمل في جنين، النار على سيارة تقل أعضاءً من كتائب شهداء الأقصى. وأعلن جيش الاحتلال الإسرائيلي أن قواته وحرس الحدود قتلت عضوًا بارزًا في التنظيم في جنين ليلة الأربعاء. وتم تحديد هوية الشخص المستهدف بأنه محمد أبو سرور، بينما أصيب مسلح آخر وأُلقي القبض عليه. وكان المستهدف، الذي كان يخطط لشن هجمات مسلحة في إسرائيل قريبًا، قد صوّب مسدسًا نحو الجنود، الذين أطلقوا النار عليه وأردوه قتيلًا. إلا أن مسؤولين فلسطينيين قالوا إن القتيل كان شرطيًا فلسطينيًا يقود سيارة يقودها مسلح مطلوب. وأضافوا أن عنصر الجهاد الإسلامي الذي كان يقود سيارته نجا سالمًا رغم جهود جنود متخفين بملابس مدنية.
- أكتوبر 13
  - أطلقت طائرة إسرائيلية النار على مجموعة من المسلحين كانوا يُطلقون صواريخ القسام قرب بيت حانون. أدى الانفجار إلى مقتل مسلح وإصابة ثلاثة آخرين. جميع المسلحين ينتمون إلى حماس.[250]
- أكتوبر 16
  - قُتل فلسطينيان في اشتباك بالحي القديم بنابلس، معقل كتائب شهداء الأقصى. وكانت قوات جيش الاحتلال الإسرائيلي، العاملة في المنطقة، تبحث عن مسلحين فلسطينيين مطلوبين. وأثناء اعتقال فلسطينيين، اندلع اشتباك ناري محدود، أسفر عن مقتل مسلح فلسطيني وقائد محلي وإصابة اثنين آخرين. كما قُتل مدني أثناء هروبه من منزله، حيث أصيب برصاصة قاتلة. ولم يتضح بعد ما إذا كانت الرصاصة من إطلاق إسرائيلي أم فلسطيني.[251]
- أكتوبر 17
  - في اشتباك مسلح في خان يونس، قُتل جندي إسرائيلي من لواء جولاني برصاصة واحدة. أُخرج من المعركة مصابًا، وتوفي في سيارة إسعاف كانت متجهة إلى مستشفى بئر السبع. قُتل مسلح فلسطيني بقذيفة دبابة في الاشتباك نفسه. وأصيب أربعة مسلحين آخرين ومدنيان في الاشتباك. وأكدت حماس مقتل أحد مقاتليها، حازم عصفور (20 عامًا).[252]
- أكتوبر 19
  - قُتل عضو في حركة الجهاد الإسلامي وصياد على يد البحرية الإسرائيلية على متن سفينتهما. كان القيادي في حركة الجهاد الإسلامي يُعرف باسم ميزر أبو عرب.[253]
- أكتوبر 22
  - قتلت قوات النخبة السرية التابعة لجيش الاحتلال الإسرائيلي، بملابس مدنية، عنصرين من حركة الجهاد الإسلامي الفلسطينية في جنين. قُتلا خلال مداهمة اعتقال، وعندما همّا بالاعتقال، استوليا على سلاحيهما، لكنهما قُتلا في تبادل إطلاق النار. أصيب جندي إسرائيلي بجروح طفيفة على يد العنصرين، وهما طارق أبو علي وخالد حسين.
  - أطلق أكثر من 15 صاروخا من طراز القسام على إسرائيل يومي 21 و22 أكتوبر/تشرين الأول، بحسب جيش الاحتلال الإسرائيلي.[254]
- أكتوبر 23
  - قُتل قائدٌ في خلايا إطلاق صواريخ القسام التابعة للجان المقاومة الشعبية في غارة جوية لسلاح الجو الإسرائيلي على القطاع. كان يُعرف باسم مبارك الحسنات، وكان مسؤولاً في حكومة حماس في قطاع غزة. كان الهدف الرئيسي للغارة الجوية، نظرًا للدور الكبير للجان المقاومة الشعبية في إطلاق قذائف الهاون وصواريخ القسام على إسرائيل.[255]
  - وفي أعقاب مقتل الحسنات، سقط 11 صاروخ قسام و8 قذائف هاون على النقب، ما أدى إلى إصابة العديد من الأشخاص بالصدمة.[254]
- أكتوبر 24
  - بعد قصف صاروخي على النقب الغربي، بخمسة صواريخ قسام وعدة قذائف هاون، حلقت طائرات سلاح الجو الإسرائيلي فوق قطاع غزة بحثًا عن خلايا إطلاق. عثرت إحدى الطائرات على خلية إطلاق وأطلقت صاروخًا على المسلحين الخمسة. قُتل اثنان وجُرح ثلاثة، جميعهم أعضاء في حركة الجهاد الإسلامي الفلسطينية. لم تُسفر أي من الصواريخ عن إصابات، على الرغم من احتراق منزل وإصابة شخصين بالصدمة في سديروت.[256]
- أكتوبر 25
  - رصد جنود جيش الاحتلال الإسرائيلي مسلحَين من حماس قرب السياج. أطلق جنود الاحتياط النار عليهما وقتلوهما. وأكدت حماس مقتل اثنين من عناصرها.
  - أُطلقت عشرة صواريخ قسام دون وقوع إصابات أو أضرار.[257][258]
  - قُتل ناشط في حركة الجهاد الإسلامي أثناء محاولته زرع عبوات ناسفة قرب السياج الحدودي. وأُلقي القبض على رفيقه واقتيد إلى جهة مجهولة. وأفادت التقارير أيضًا بأنه تم التعرف على هوية القتيلين، وهما محمد الخوردي (20 عامًا)، ومحمود العبد (24 عامًا).
- أكتوبر 26
  - رصدت وحدة من جنود لواء غولاني، كانت تعمل داخل قطاع غزة، مسلحين اثنين قرب الحدود الشمالية. وفي تبادل إطلاق النار الذي تلا ذلك، قُتل المسلحان، وأصيب جنديان بجروح طفيفة على يد الفلسطينيين. بعد الهجوم، أُطلق صاروخان من طراز قسام على إسرائيل، دون أن يُسفرا عن أضرار أو إصابات.
  - في جنوب القطاع، أُصيب مسلح من الجهاد الإسلامي بنيران وحدة من جنود الاحتياط، ما أدى إلى وفاته على الفور.
  - قُتل مسلح من حماس في غارة جوية لسلاح الجو الإسرائيلي، وأصيب مسلح آخر بجروح خطيرة جراء الهجوم. وقالت حماس إن الغارة الجوية وقعت بالقرب من مدينة غزة.[259]
  - أُطلقت سبعة صواريخ قسام على إسرائيل. أُصيبت امرأة في سديروت بصدمة.[260]
- أكتوبر 28
  - قُتل جندي من وحدة الاحتياط التابعة لجيش الاحتلال الإسرائيلي في معركة. قُتل إيهود إفراتي في قطاع غزة قرب السياج الحدودي في اشتباك عنيف مع مسلح فلسطيني. وقع الحادث قرب معبر صوفا. فوجئت الوحدة بكمين فلسطيني، ما أدى إلى إصابة جنديين آخرين. كما قُتل فلسطيني من حركة حماس، ويُعرف باسم محمد أبو طاحون. وأعلن جيش الاحتلال الإسرائيلي أنه أطلق النار على فلسطيني آخر، دون معرفة حالته.
  - قرب بيت حانون، أطلق فلسطينيون صاروخًا مضادًا للدبابات على جنود إسرائيليين، مما أدى إلى إصابة جندي بجروح خطيرة. تعقبت المروحيات المسلحين، وسقطوا تحت نيران صاروخية. قُتل مسلح فلسطيني ومدني. وخلال العملية، قصف مسلح فلسطيني منزلًا كان جنود إسرائيليون يحتمون فيه، مما أسفر عن إصابة عدد منهم بجروح طفيفة.
  - في الضفة الغربية، أصيب جندي بجروح متوسطة بنيران فلسطينية.[261][262]
- أكتوبر 30
  - بعد وابل من قذائف الهاون، قصف سلاح الجو الإسرائيلي مبنىً للشرطة تابعًا لحماس في قرية عبسان. قُتل أربعة من عناصر حماس في الهجوم.
  - بعد إطلاق أربعة صواريخ قسام على إسرائيل، دخل جنود جيش الاحتلال الإسرائيلي القطاع واستهدفوا خلية إطلاق، لكنهم أخطأوها. سقط الصاروخ على منزل، مما أدى إلى إصابة ستة مدنيين فلسطينيين.
- أكتوبر 31
  - قُتل محمود الحاج على يد قوات جيش الاحتلال الإسرائيلي العاملة في وسط قطاع غزة. قُتل في اشتباك مسلح قرب السياج الحدودي. غالبًا ما تعمل القوات الإسرائيلية قرب السياج الحدودي في القطاع، في محاولة لمنع الهجمات الفلسطينية والهجمات الصاروخية.
  - أُطلقت 8 قذائف هاون على إسرائيل، بعضها من ساحة مدرسة. أفاد بيان لجيش الاحتلال الإسرائيلي أن سلاح الجو الإسرائيلي كان يرصدها، لكنه لم يتمكن من إطلاقها لأنها أُطلقت من ساحة مدرسة.[263][264]
  - ألقت قوات حرس الحدود القبض على شاب فلسطيني يبلغ من العمر 18 عاماً وصل إلى مفترق الطرق المؤدي إلى الحرم الإبراهيمي في الخليل وبحوزته أسلحة مخفية ورسالة يعلن فيها نيته الاستشهاد.[265]

## نوفمبر
- نوفمبر 1
  - شوهد مسلحان من حماس قرب السياج الحدودي شمال غزة، فقُتلا برصاص جنود الاحتلال.
  - وُجد فلسطيني مسلح قرب معبر كارني. هرعت قوات لواء غولاني إلى قطاع غزة وقتلته.
  - في قصف صاروخي غير مسبوق، أُطلقت 8 قذائف هاون و13 صاروخ قسام على النقب الغربي خلال ساعة.[266][267]
- نوفمبر 3
  - استهدفت طائرات الاحتلال الإسرائيلي مركز شرطة تابع للقوة التنفيذية، ما أدى إلى مقتل أحد عناصر حماس وإصابة اثنين آخرين في قصف جوي جنوب قطاع غزة.[268]
- نوفمبر 4
  - أُطلقت ثلاثة صواريخ قسام باتجاه إسرائيل، مما تسبب في انقطاع التيار الكهربائي فيها. وأعلنت حركة الجهاد الإسلامي الفلسطينية مسؤوليتها عن الهجوم.
  - بعد وقت قصير من إطلاق الصواريخ، حلقت مروحيات وطائرات إسرائيلية فوق القطاع، مستهدفةً وحدة إطلاق، وأطلقت عدة صواريخ على الخلية. قُتل في الهجوم ثلاثة فلسطينيين، وجُرح آخرون. أفاد أطباء فلسطينيون أن جميع القتلى مدنيون، بينما أعلنت حركة الجهاد الإسلامي مقتل أحد أعضائها ووفاة آخر سريريًا.
  - في غارة ثانية، بعد دقائق، أطلق سلاح الجو الإسرائيلي صواريخ على وحدة إطلاق أخرى، وفقًا لجيش الاحتلال الإسرائيلي. قُتل فلسطينيان.
  - [269][270]
- نوفمبر 15
  - مقتل اثنين من مطلقي صواريخ القسام، وهما عضوان في كتائب شهداء الأقصى التابعة لحركة فتح، في غارة جوية إسرائيلية أثناء إطلاقهما صواريخ القسام.[271]
- نوفمبر 20
  - قُتل إسرائيلي من سكان مستوطنة شافي شمرون بالضفة الغربية على يد فلسطينيين أثناء قيادته سيارته. توفي إيفو زولدان، 29 عامًا، في سيارة الإسعاف. تمكن المسلحون من الفرار من مكان الحادث. وأعلن فرع صغير من حركة فتح مسؤوليته عن الحادث.[272]
  - حاول ثلاثة مسلحين فلسطينيين دخول إسرائيل متسللين عبر السياج ليلاً. رصدتهم القوات الإسرائيلية، فقُتل اثنان منهم. وتمكن ثالث من الفرار إلى غزة.
  - في جنوب القطاع، حاول مسلحان زرع متفجرات على السياج، لكنهما رُصدا. قُتل كلاهما في تبادل إطلاق النار الذي تلا ذلك مع جيش الاحتلال الإسرائيلي. كلاهما من عناصر حماس.
- نوفمبر 21
  - سقطت وابل من الصواريخ، مؤلف من خمسة صواريخ قسام و18 قذيفة هاون، على النقب الغربي، بما في ذلك عدة كيبوتسات، وسديروت، وأشقلون. وتلقّت امرأة في عسقلان العلاج من الصدمة.[273][274]
- نوفمبر 24
  - قُتل شقيقان، كلاهما في الأربعينيات من عمرهما، أثناء تصرفهما المشبوه قرب السياج الفاصل بين إسرائيل وغزة. لاحقًا، اتضح أن مدنيين قُتلا أثناء بحثهما عن خردة معدنية. أُصيبا بقذيفة مدفعية كانت موجهة لقاذفات صواريخ القسام.[275]
- نوفمبر 25
  - قتل جيش الاحتلال الإسرائيلي مسلحين فلسطينيين اثنين في اشتباك وسط غزة قرب الحدود. تجمع بعض المسلحين على بُعد مئات الأمتار من السياج، مما أدى إلى توغل إسرائيلي في غزة. تلا ذلك تبادل إطلاق نار أسفر عن مقتل مسلحين اثنين. كلاهما ينتميان إلى حركة الجهاد الإسلامي.[275][276]
  - قُتل قائدٌ رفيع المستوى في كتائب شهداء الأقصى بعد أن حاولت قوات حرس الحدود في المنطقة اعتقاله. وأصيب مسلحٌ آخر في الهجوم. وجاءت عملية جيش الاحتلال الإسرائيلي بعد أن قتلت كتائب شهداء الأقصى مستوطنًا إسرائيليًا الأسبوع الماضي.[277]
- نوفمبر 26
  - قُتل عنصر من حماس أثناء إطلاقه وخليته صواريخ القسام على سديروت. سقطت ثلاثة صواريخ قسام داخل الأراضي الإسرائيلية، مما أدى إلى هجوم جوي إسرائيلي على منصات الإطلاق، مما أسفر عن مقتل شخص وإصابة أربعة آخرين.
  - قُتل عنصران من حماس أثناء اقترابهما من الحدود لزرع عبوات ناسفة. رُصدا قبل أن يتمكنا من زرعها.[278]
- نوفمبر 27
  - قتلت جيش الاحتلال الإسرائيلي الإسرائيلي اثنين من نشطاء حركة حماس خلال الليل.[279]
  - قصفت مروحيات وطائرات تابعة لسلاح الجو الإسرائيلي موقعًا لحماس جنوب غزة، بعد أن أطلقت الحركة ما لا يقل عن عشر قذائف هاون على الأراضي الإسرائيلية. قُتل في الانفجارات أحد عناصر حماس، الذي كان داخل المبنى عند استهداف الطائرات.[280][281]
  - اقترب مسلحون من حماس من الحدود وأطلقوا النار على مركبات إسرائيلية كانت تسير قربها. ولم يُبلّغ عن إصابات.
- نوفمبر 28
  - قُتل مسلحان من حماس عندما أطلق سلاح الجو الإسرائيلي صاروخًا على مسلحين مدججين بالسلاح، كانا يتحدثان مع بعضهما البعض، على مقربة من الحدود.
  - قُتل مسلحان آخران من حماس عندما اكتشفهما جنود جيش الاحتلال الإسرائيلي أثناء محاولتهما زرع قنبلة على السياج. وفي تبادل إطلاق النار الذي تلا ذلك، قُتلا. وقعت الحادثتان في الظلام.[282]

## ديسمبر
- ديسمبر 1
  - قُتل خمسة فلسطينيين، جميعهم من عناصر حماس، في غارتين جويتين منفصلتين على قطاع غزة. بعد الغارتين، هددت حماس بشن غارات جوية في عمق الأراضي الإسرائيلية وإطلاق صواريخ بعيدة المدى.
  - قُتل مسلح فلسطيني أثناء زحفه قرب الحدود، وأصيب ثلاثة مسلحين آخرين.
- ديسمبر 2
  - سقوط قذيفة هاون على أحد الكيبوتسات، مما يتسبب في بعض الأضرار.
- ديسمبر 3
  - قُتل أحد عناصر حماس بعد اشتباك مع فيلق جولاني. زحف المقاتل إلى الحدود، لكن قوات جيش الاحتلال الإسرائيلي رصدته.
  - قُتل ثلاثة مقاتلين آخرين من حماس أثناء محاولتهم إطلاق قذائف هاون قرب بيت لاهيا، برصاص جنود سلاح المدرعات.
  - أُصيب أربعة جنود إسرائيليين بانفجار قذيفة هاون قرب قاعدتهم في ناحال عوز.
- ديسمبر 4
  - قُتل ثلاثة من عناصر حماس إثر قصف سلاح الجو الإسرائيلي لقاعدة تدريب لهم في دير البلح. وجاء الهجوم بعد سقوط بعض قذائف الهاون في النقب الغربي. وادعت حماس أنها ردت على الطائرات بالرشاشات، مما تسبب في بعض الأضرار.
  - قُتل مسلح فلسطيني أثناء محاولته الوصول إلى معبر كيسوفيم، لكن قوات جيش الاحتلال الإسرائيلي رصدته.
  - أصيب منزل في النقب عن طريق الخطأ برصاصة إسرائيلية، ولم يُصب أحد بأذى. لاحقًا، نفى جيش الاحتلال الإسرائيلي إطلاق رصاصة على الأراضي الإسرائيلية. وبعد التحقيق، اتضح أن الرصاصة أُطلقت من قطاع غزة، من بندقية قناص.[283]
- ديسمبر 5
  - قُتل ثلاثة مسلحين من حماس ليلًا أثناء إطلاقهم قذائف هاون على سديروت. أصابت إحدى القذائف مبنى سكنيًا، مما أدى إلى إصابة امرأة بالصدمة وأضرار جسيمة.[284]
  - قُتل ضابط في السلطة الفلسطينية بنيران جيش الاحتلال الإسرائيلي. كانت قوات إسرائيلية متخفية تعمل في بيت لحم بحثًا عن فلسطينيين مطلوبين. ظنّت قوات السلطة الفلسطينية أنهم مسلحون من حماس، فأطلقت النار على الجنود. ردّ الجنود بإطلاق النار، ما أسفر عن مقتل ضابط وإصابة آخر.[285]
- ديسمبر 6
  - قُتل مزارع فلسطيني عن طريق الخطأ بنيران جيش الاحتلال الإسرائيلي أثناء عمله في حقله قرب الحدود.
- ديسمبر 11
  - في عملية عسكرية واسعة النطاق داخل قطاع غزة، هي الأكبر منذ سيطرة حماس على القطاع في يونيو/حزيران، قُتل ستة فلسطينيين واعتقل أكثر من 60 آخرين. ودخلت أكثر من 30 دبابة وجرافة جنوب قطاع غزة، مدعومة بطائرات هليكوبتر وطائرات. قُتل ثلاثة مسلحين من حركة الجهاد الإسلامي الفلسطينية بقذيفة دبابة إسرائيلية، بينما قُتل مسلحان آخران بصواريخ، ولم يتضح على الفور إلى أي فصيل ينتميان. كما أصيب أربعة جنود إسرائيليين برصاص مسلح فلسطيني أطلق عدة قذائف آر بي جي على الجنود الإسرائيليين.[286]
- ديسمبر 12
  - وفي اليوم التالي للعملية، تم إطلاق نحو 20 صاروخ قسام على إسرائيل، مما أدى إلى إصابة ثلاثة مدنيين إسرائيليين بجروح طفيفة. كما تم علاج 15 شخصا من الصدمة.
- ديسمبر 13
  - أُطلق صاروخان قساميان آخران باتجاه إسرائيل، مما أسفر عن إصابة امرأة بجروح متوسطة في سديروت. وأعلنت كتائب شهداء الأقصى مسؤوليتها عن الهجوم.
  - أطلق فلسطينيون النار على مزارعين وجنود إسرائيليين من قطاع غزة، دون وقوع إصابات.
  - بعد ساعات من الهجوم، ردت إسرائيل بغارة جوية على قطاع غزة، مما أسفر عن مقتل ثلاثة أشخاص. وأكد كل من الجيش الإسرائيلي والمسعفين الفلسطينيين أن جميع القتلى كانوا مسلحين. وأكدت حركة الجهاد الإسلامي الفلسطينية فقدانها ثلاثة من رجالها، لكن المسعفين قالوا إن الثلاثة ينتمون إلى فرع صغير من فتح أطلق صاروخي قسام على إسرائيل قبل ساعات. واتضح لاحقًا أن سامي طافش، القيادي البارز في حركة الجهاد الإسلامي الفلسطينية، قُتل مع عضوين من فرقة إطلاق الصواريخ التابعة لكتائب شهداء الأقصى.[287]
- ديسمبر 16
  - شظايا صاروخ تُصيب طفلاً في الثانية من عمره بجروح طفيفة إلى متوسطة. تُعالج والدته من الصدمة. أصاب الصاروخ منزلاً في كيبوتس زيكيم إصابة مباشرة.[288]
- ديسمبر 18
  - قُتل ثلاثة من مسلحي حركة الجهاد الإسلامي الفلسطينية في غارتين جويتين منفصلتين، وكان من بين القتلى بعض القادة رفيعي المستوى. في الغارة الأولى، كان الهدف القائد الأعلى، ومسؤول إطلاق صواريخ القسام في القطاع، ماجد الحرازين. كان هو واثنان آخران من مسلحي الجهاد الإسلامي يقودون سيارة محملة بصواريخ القسام وقذائف الهاون. قُتل جميع من كانوا داخل السيارة. ووفقًا لمتحدث باسم حركة الجهاد الإسلامي، كان الحرازين قائد سرايا القسام في الحركة، ولم يسافر لسنوات خوفًا من القتل. كان مطلوبًا منذ تسع سنوات. وقال المتحدث إن مقتله سيُثأر له بهجمات انتحارية ومزيد من الصواريخ.
  - استهدفت الغارة الجوية الثانية خلية من مسلحي الجهاد الإسلامي كانوا يحاولون إطلاق صواريخ القسام على الأراضي الإسرائيلية، ردًا على مقتل رفاقهم. قُتل شخصان، وأصيب آخر بجروح خطيرة. لاحقًا، اتضح أن أحد القتلى كان أحد كبار مُصنّعي وقائد صواريخ القسام، المعروف باسم كريم دحدوح. رغم الغارات الجوية، تمكّن مسلحون من جميع الفصائل من إطلاق ما لا يقل عن 15 صاروخ قسام وقذيفة هاون، ولم يُلحقوا سوى أضرار طفيفة.
  - ولوقف إطلاق الصواريخ، دخلت قوات جيش الاحتلال الإسرائيلي القطاع بحثًا عن خلايا إطلاق، لكنها واجهت مقاومة شرسة من مسلحين في جباليا. وفي المخيم، قُتل أربعة مسلحين من حركة الجهاد الإسلامي في اشتباك عنيف.
  - وقُتل قائد رفيع آخر من حركة الجهاد الإسلامي في قرية كطابيا بالضفة الغربية، طارق أبو الراعي، عندما رصده جنود جيش الاحتلال الإسرائيلي. وكان مطلوبًا منذ أكثر من خمس سنوات.
  - مقتل عنصرين من حماس في غارة جوية على موقع لحماس جنوب قطاع غزة.[289][290]
  - سقطت قذيفة هاون قرب قاعدة لجيش الاحتلال الإسرائيلي شمال قطاع غزة ليلة الثلاثاء، وأفادت التقارير بإصابة ست جنديات بصدمة. وأُغمي على إحداهن.[291][292]
  - منذ بدء إطلاق الصواريخ من غزة في عام 2001، قالت الشرطة إن 13 إسرائيليا قتلوا وأصيب 307 آخرون بشظايا، بينما عانى كثيرون آخرون من الصدمة والإصابات.[293]
  - عملية كوماندوز في الضفة الغربية تؤدي إلى مقتل مسلح من الجهاد الإسلامي.[294]
  - رشق فلسطينيون سيارة سائق مدني بالحجارة على الطريق رقم 443، الممتد من القدس إلى موديعين عيليت. كان الرجل يقود حافلة صغيرة تُستخدم لنقل الأطفال ذوي الاحتياجات الخاصة، وتلقى العلاج من إصابات طفيفة.
  - أطلقت قوات جيش الاحتلال الإسرائيلي النار على سامي سعيد رشيد زيود، وهو ناشط في حركة الجهاد الإسلامي خطط لهجوم مسلح واسع النطاق على مبنى سكني في وسط إسرائيل قبل خمس سنوات. نُقل إلى المستشفى لتلقي العلاج.

- ديسمبر 19
  - شاب فلسطيني يبلغ من العمر 17 عامًا يحاول طعن أحد جنود جيش الاحتلال الإسرائيلي المتمركزين على حاجز حوارة في الضفة الغربية.
- ديسمبر 20
  - سقطت خمسة صواريخ قسام على مناطق مفتوحة قرب سديروت وعسقلان في إسرائيل. سقط أحد الصواريخ في ساحة مدرسة بسديروت، حيث عولج 12 تلميذًا من الصدمة. انطلقت حالة الإنذار الحمراء، فركض الأطفال إلى الملاجئ لحمايتهم من الشظايا.
  - بعد القصف، دخلت القوات الإسرائيلية وسط قطاع غزة بحثًا عن منصات إطلاق صواريخ، مما أسفر عن مقتل 6 فلسطينيين. أطلق مسلحون فلسطينيون قذائف هاون على القوات، وأطلقوا النار على طائرات إسرائيلية بالرشاشات، بينما تمركز قناصة إسرائيليون على أسطح المنازل في المنطقة. كان ثلاثة مسلحين من الجهاد الإسلامي، واثنان من حماس، وواحد من لجان المقاومة الشعبية. أصيب 20 فلسطينيًا، من بينهم مصور من رويترز. أصاب صاروخ فلسطيني مضاد للدبابات جنديًا إسرائيليًا بجروح بالغة. وأصيب ثلاثة جنود آخرين على الأقل بجروح طفيفة.[295][296][297][298][299][300]
- ديسمبر 25
  - قُتل ناشطان من حماس داخل سيارتهما إثر قصف طائرات الاحتلال الإسرائيلي لسيارتهما بصاروخ. كان في السيارة أربعة رجال، ونجا اثنان. وقع الحادث قرب مخيم البريج للاجئين.[301]
- ديسمبر 27
  - حوالي الساعة الواحدة ظهرًا، دخلت القوات الإسرائيلية جنوب قطاع غزة بحثًا عن منصات إطلاق صواريخ القسام والبنية التحتية. وقد لفت هذا الهجوم انتباه عدد من مسلحي حماس والجهاد الإسلامي، الذين هرعوا إلى موقع الحادث، لكن طائرات إسرائيلية مسيرة رصدتهم. قُتل ثلاثة منهم في معركة ضارية، أُطلقت خلالها عدة صواريخ مضادة للدبابات والطائرات على القوات الإسرائيلية، وتعرض مسلحون فلسطينيون لقصف مدفعي إسرائيلي. وأصيب أربعة مسلحين فلسطينيين. جميع القتلى ينتمون إلى الجناح العسكري لحماس.
  - أطلقت طائرات سلاح الجو الإسرائيلي صاروخًا على سيارة محملة بالبنادق والصواريخ وأسلحة أخرى. لحظة الغارة، كان في السيارة ثلاثة أشخاص، قُتل واحد منهم فقط. كما أصيب اثنان آخران وثلاثة من المارة. وذكرت الحركة أن الأشخاص والأسلحة كانت تابعة لحركة الجهاد الإسلامي الفلسطيني، وكان من المقرر استخدامها لإطلاق الصواريخ على إسرائيل وإصابة جنودها. وفي وقت لاحق، توفي عضو آخر في حركة الجهاد الإسلامي متأثرًا بجراحه.[302]
  - قُتل قائدٌ رفيعٌ آخر من حركة الجهاد الإسلامي في غارةٍ صاروخية. قُتل محمد أبو عبد الله أثناء قيادته سيارته مع عناصرٍ آخرين من الحركة. كان أبو عبد الله قائدَ الجهاد الإسلامي في وسط غزة، وقُتل مع اثنين من رفاقه. كما جُرح عددٌ من الفلسطينيين الآخرين في الهجوم.[303]
  - قُتل حارس شخصي لأحمد قريع، السياسي الفلسطيني البارز، على يد قوات جيش الاحتلال الإسرائيلي جنوب رام الله. كان الحارس الشخصي، معتصم الشريف، حارسًا شخصيًا مقربًا من جيش الاحتلال الإسرائيلي. وأفاد جيش الاحتلال الإسرائيلي أن الشريف كان أيضًا مُهرِّب أسلحة. قُتل الشريف، وفقًا لشهود عيان، عندما كانت قوات جيش الاحتلال الإسرائيلي في المنطقة تبحث عنه لاعتقاله وحاولت دخول منزله. في تلك اللحظة، أطلق الشريف النار على الجنود، لكنه قُتل في تبادل لإطلاق النار.[304]
- ديسمبر 28
  - قُتل إسرائيليان قرب الخليل أثناء تواجدهما خارج نوبة عملهما في الجيش، وكانا يتنزهان مع إسرائيليين آخرين. تعرّض الاثنان، اللذان كانا لا يزالان يحملان أسلحتهما، لهجوم من قِبل مجموعة صغيرة من أربعة مسلحين من حركة الجهاد الإسلامي الفلسطينية. تلا ذلك تبادل لإطلاق النار، أسفر عن مقتل ديفيد روبن وأحيكام عميحاي. تمكن أحدهما من قتل أحد المهاجمين وإصابة آخر. بعد تبادل إطلاق النار، كان الاثنان لا يزالان على قيد الحياة، وتمكن المتنزهان الآخران من إخفاء الجرحى. توفي كلاهما لاحقًا. بعد الهجوم، بحث جيش الاحتلال الإسرائيلي في المنطقة عن المسلح، لكنه لم يتمكن من العثور عليه.[305][306][307]
- إسرائيل بوليتيك مدونة أنشأها القنصل الإسرائيلي في نيويورك بهدف تقديم كافة جوانب الوضع في سديروت لوسائل الإعلام الدولية.[308]
- إسرائيل تتعهد بشن المزيد من الغارات الجوية على غزة.